# テツぼん
『テツぼん』は、原作：高橋遠州、作画：永松潔による日本の漫画作品。
鉄道ネタと地方政治という2つの要素を組み合わせて繰り広げられる政治漫画であり、鉄道行政を題材にした1話から数話完結型のシリーズである。主人公の所属する憲政党は基本的に与党だが、現実世界の自由民主党と民主党の政権交代を反映して、一時的に民衆党が政権を取る与野党の入れ代わりも起こっている。
『ビッグコミックオリジナル増刊』（小学館）にて2008年9月号から2010年11月号まで連載され、『ビッグコミックオリジナル』（同社刊）本誌にも2008年19号から特別編として不定期に掲載された後、本誌に完全移籍して2011年2号から通常連載されている。

## あらすじ
鉄道オタクのフリーター・仙露鉄男（せんろ てつお）は、代議士の父・道男（みちお）が急逝したため、弔い合戦の候補者として擁立され選挙で当選し、二世議員となってしまう。
新米の数合わせとして党内でも軽視され、仙露自身も忙しい国会議員よりフリーターに戻りたい思いから、支援企業の不利になる正論を提言するも逆に有権者に受け、持ち前の鉄道知識による斬新な視点で鉄道会社や支援企業へユニークな提言をし、与野党間の政治問題や地方の問題を解決していく。官僚からの交通関係資料の説明も持ち前の知識で間違いを訂正し、追加の説明を求められた官僚が窮して官僚からも一目置かれるようになり、与野党や内外の財界人などに人脈を構築していく。
第11巻以降は、仙露とのぞみが「地域」別に視察する形（プライベート旅も含める）を取っており、静岡、青森、福岡、千葉、石川、三重、函館、群馬、岐阜、熊本、山形、鹿児島、茨城、広島、埼玉、和歌山、山梨、福島、高知・徳島、岩手、島根、長崎、滋賀、栃木、愛知、福井、大阪の順番に訪乗している（取材の都合からか東日本に偏っており、国内は沖縄、東北アジアはモンゴルが未踏破・未接触）。
第32巻からは、不定期で扉絵秘境駅シリーズ（物語本筋とは無関係）が開始した。

## 登場人物

### 仙露事務所
主人公には第一秘書・内山、政策秘書・のぞみ以外に第二秘書などがいるが、内山とのぞみ以外はほとんど登場しない。仙露はのぞみのことを妹でありながら「のぞみ」と呼び捨てで呼ぶためしがない（姓で呼び捨てか、名前の場合は「君」づけで呼ぶなど敬称付きである）。
仙露 鉄男（せんろ てつお）
主人公。高円寺のアパートに住む28歳（初登場時）の元フリーター。金にも権力にも興味がない鉄道オタクとして気ままな生活をしてきたが、父の急死に伴い、急遽後継者として憲政党から立候補させられ、衆議院議員となる。父の代からの支持団体は自動車メーカーである「トドロキ自動車」で、派閥としては道路族に属しており、そのため鉄道オタクであることを内密にしている。
誠実な性格ゆえに女性からも好意を持たれがちだが、恋愛関係に対しては非常に鈍いため、告白されたことに全く気づかない。米国からハニートラップとして金髪美女を差し向けられたこともあるが、誘惑されていることに気づかなかったため効果はなかった。ただし女性に興味がないわけではなく、しばしば美人を見ると鼻の下を伸ばす。
鉄道趣味に使える時間が減ってしまったため、選挙の度に自身の敗北を願って自ら不利になる正論を述べるが、それが逆に支援者や選挙民の支持を受けてしまう。さらには鉄オタの知識を使って功績を挙げてしまうため叶わない。果ては官僚の難解な用語の説明も鉄オタの知識で間違いを指摘し、さらに深く質問し返して官僚が困窮するほどで、官僚にも一目置かれるようになる。
民衆党が主催した講演会に招かれた時の発言が密かに細川によって広がり、黒田から国替えを勧められ静岡の参議院議員の後継者として立候補を予定していたが、トドロキ自動車からの圧力と鉄道協会の要請といった都合でキャンセルされ、代わりに国土交通政務官（正式には国土交通大臣政務官）に就任する。
深くではないが、あらゆる鉄道趣味に精通している。文系嗜好では車窓や歴史に詳しく、自宅に鉄道模型があることから技術にも興味があり理系嗜好もある。芸術系嗜好では貴賓車に使われる伝統工芸に精通し、第16巻（石川編）では「加賀のれん」や「群青壁」、北陸新幹線の設計にも精通。体育系の嗜好は、第12巻（静岡編後編）での未成線や秘境駅の訪問などで顕著となっている。
ひいきのプロ野球団は阪神タイガースと西武ライオンズ。ノゾミ曰く「鉄道系だから」だという。阪急、西鉄など過去の鉄道系球団も知っていてたとえ話に使うが、東急、名鉄、京成、山陽、京急、小田急が球団（後者2系統は女子球団、山陽はファーム専門）を所有したことがあったのは知らなかった。
内山 芳仲（うちやま よしなか）
仙露の第一秘書。仙露の父・道男の代から第一秘書を務めており、そのため鉄男のことを「ボン」と呼んでいる。新米議員である鉄男のことは頼りなく思っており、政治の世界のことをいろいろ仕込もうとしている。仙露が鉄道オタクだとは知らない。父親のような存在で、仙露に他の趣味を仕込ませようとしたり、お見合いをさせようとしたりもしている。
プライベートではペットのフレンチ・ブルドッグの「リエ」を連れて夫婦で散歩に行くのが楽しみで、銀婚式の代わりに豪華寝台列車「カシオペア」で北海道旅行へ行く愛妻家でもある。
目先の利権だけで仙露の交流関係を仕分けしている面がしばしばみられる。仙露の高校時代の友人も「票田」としか考えていないようであり、仙露が帰郷する度にのぞみをお目付け役として同伴させているため、それを仙露は快く思っていない。その一方、道男に対してはとても恩義を感じていて、仙露が「弔い合戦」として後継者候補かつ使い捨てとして選挙に担ぎ上げられた際は、他議員のオファーを断ってでも仙露を立てており、仙露が道男の世襲議員としてデビューしても引き続き議員秘書を続けているため、憲政党、とりわけ黒田派に対しての忠誠心が強く、仙露に対して「黒田派にとどまってほしい」と事ある毎にリクエストしている。
すぐにへそを曲げたりいじけたりする性格で、一度へそを曲げると長いこと尾を引くため、仙露やのぞみが必死になって機嫌を取ることになる。そのため、仙露から内心「面倒くさい老人」と思われている。
妻や姪・光子の話で、関西出身と判明。納豆とコロッケは苦手だという。また、麺類はそばよりもうどん派である。
彼の父は関東大震災で東京駅にいたときに迷子になったところを「お姫様（アナスタシア王女）と魔法使い（おつきの人々）に助けられた」と彼に話した。
児玉 のぞみ（こだま のぞみ）
仙露の父と親密な仲だった女性ジャーナリスト・児玉ひかりの娘で、自称「鉄男の妹」。鉄男や内山はあっさり受け入れたためDNA検査等は行っていない。仙露が鉄道オタクだということも最初から知っていた。
アメリカの大学で政治学を学んだ才媛で、半ば強引に仙露の私設秘書見習いとなり、秘書の仕事の合間に政策秘書資格を取得。卓越した語学と外交交渉の能力を見て、マクレーンから「うちのスタッフに転職しないか」、広成からも「政策秘書が転職するので後任に来て欲しい」と誘われたこともある（細川は半ば彼女目当てで外交を餌に誘ったこともある）。また、友人は世界銀行勤めやフランスのグラント・ゼコール卒の才媛など国際的だが、清水の次郎長を知らないなど一般人とはズレがある。
職務事情から、対外的には「仙露の妹」であることは秘密にしている。そのため、周囲の人間からは仙露の恋人（あるいはその可能性がある存在）と誤解されることが多い。なお、彼女らの名前の設定は東海道・山陽新幹線の列車名「こだま」「ひかり」「のぞみ」に由来する。
細川が接待相手をもてなすために和装のコスプレをした事もあったが、彼女には不評だった。また、真希のことは（自分のボスの）同期ライバルながら「よく政治・政策の勉強をしていて、将来は総理大臣も展望できる」として高く評価しているが、細川に対しては「一生（真希に）追いつけないだろう」と辛辣な評価を下す。外国語・外交能力を生かして秘書にスカウトされようとするものの、内山の指導を受けるまで断ろうとしたことがあったことから、あまり好意的に感じていないようである。
アウトロー系の臭いがするイケメンがタイプらしい。元不良だった僧侶の鷲津、加賀見ホールディングス会長の息子、加賀見奈々男に注目していた。鉄男と違い、男女関係の嗅覚に鋭く、キューピッド役をすることもある。
大石 令子（おおいし れいこ）
研修として短期間、仙露事務所の秘書をしていた。
粗忽ものらしく、「青海」と「青梅」を勘違いしたり、仙露の話を鵜呑みにして蓄電池電車を「ディーゼルカー」と誤って説明するなど、困惑したのぞみは早晩送り返したいと思っていた。

### 仙露の親族
仙露家の親族の話は男系の話がほとんどで、母親は鉄男の幼少期の写真と258話で父・道男と幼馴染みで「路子」との名前が判明した。また鉄男の中学生の時に親族の女性に連れられて伊豆へ旅行しているが彼女の存在は声（ふきだし）のみ。
仙露鉄蔵（せんろ てつぞう）
鉄男の曽祖父で、仙露家の元祖鉄オタ。明治時代の高等遊民。鉄道を趣味として楽しむことで、自由闊達なアイディアを持つ人物。容姿も性格も鉄男そっくりで、鉄男もその資質を引き継いでいる(のぞみは鉄男の自由人的思考は彼の影響が大きいと思った)。元祖撮り鉄・岩滝輝矢と知り合い親交を結ぶとともに、彼の父親で鉄道会社の株主でもあった二代四菱財閥総帥「岩滝矢之助」に急行列車の運転やステーションホテルの開設、鉄道会社による新線建設と沿線の不動産開発などを提案。それを実践した岩滝矢之助から鉄道会社への就職紹介をされるが、断ってしまう自由人。
太平洋戦争で被災した東京駅の仮復旧を見た直後に没している。のちの東京駅の完全復元工事では、鉄蔵と岩滝の集めていた資料と写真を参考に工事が行われた。また124話では「鉄道コンサルタント」のような仕事をし、アナスタシア・ニコラエヴナの日本への亡命を手助けして「九州鉄道の或る列車に招待する」との約束をし、161話では亡命したアナスタシア皇女をお忍びで函館市内に案内していたことが明らかになる。アナスタシアの実績を聞きつけた軍部からスパイ・川島芳子を逃がすよう要請を受け、（国鉄による協力の元で）乗務員に偽装させて「運行中の交代移動方法」を使い逃がしている。川島芳子は男装の麗人で体力に自信があったことから、このハードな逃亡方法を承知した。鐵之介とともに大隈重信と満州案件に着手、役人として日露戦争に参加、だが満鉄（ロシアから譲渡）入りを軍事目的とみなして拒否。
関東大震災の時、アナスタシアやおつきの方々と一緒に東京駅にいて、内山父を助けたことがあった。まだ関西に代えれなかった内山一家と再会して、内山父は（戦中までは）彼にだけ「お姫様と魔法使いの方々に助けられた」話をした。
仙露鉄平（せんろ てっぺい）
鉄男の祖父で、腕の良い建築関係の職人。戦時中は徴兵され津田沼にあった鉄道連隊に配属、そこで機関士として配属された今井一等兵（今井君子の祖父・その後戦死）と知り合う。敗戦直前に関東軍に転属、今井の運転する囮列車のパシナに『今井の機関助手として一緒に行く』ことを志願するが、陣地構築要員だから部隊長に止められ見送る。その後部隊は全滅するが何とか生還する。戦後、戦災に遭った東京駅の仮修復工事で活躍した。晩年は東京駅を完全復元させたかったとの思いを残し没。
仙露道男（せんろ みちお）
鉄男の父で、憲政党黒田派閥の幹部の衆議院議員。「いつか東京駅を完全復元したい」との父鉄平の思いを受けて政治家を志す。「1度決まると、どれだけ国民が反対してもどんどん暴走し、失敗しても責任を取らない日本式公共工事」の在り方を変えたくて道路族になった。建ぺい率や容積率の空中権取引や、東京駅の重要文化財指定にかかわる。また、中選挙区から小選挙区への移行、政党交付金の制定など、政権交代が可能な選挙制度制定を進める。
鉄男に関しては「独自の考え方をする、ある意味私より大物かもしれない」と評価していた。その後急逝したために、黒田の鶴の一声で弔い合戦に鉄男が担ぎ出される事となった。急逝しなければ総理大臣にもなれる器の政治家だった。
仙露路子（せんろ みちこ）
鉄男の母で、道男の妻。258話「赤鼻」の過去の回想で初登場。過去に仙路家の家族写真で登場、夫・道男とは小学生時代のクラスメートだった。「子供の頃の彼女との出会い、ファミリークリスマスパーティに招かれた事から、道男は政治家になってどんなに忙しくてもクリスマスだけは家族3人で一緒に過ごした」。鉄男が小学生のころに早世したらしい。ノゾミやその母・ひかりも彼女の存在を知っている。鉄男とのぞみの年齢差は不明だが、奥薗夫婦と同い年。
仙露鐵之介（せんろ てつのすけ）
鉄男の玄祖父（鐵蔵の父）で江戸時代（幕末）は轟藩の普請方役人を務めていた。幕府滅亡で轟藩が廃止されたが、東京お台場で大隈重信と出会った縁で、大隈の部下となる。実は、新橋（廃止）～横浜（現・桜木町）を高輪築堤を築いて海を通すアイデアは大隈と彼の合作アイデアであった。彼自身、鉄道に夢中になったこともあり（それで一時は婚約が破談になりかけた事もあったので）、ノゾミ曰く「仙露家のDNAは鉄道マニアの血筋ね」と鉄男に言う。大隈と長崎訪問の折、トーマス・グラバーと出会い、本物のＳＬ「アイアン・デューク号」を披露され、実験路線に乗車。軌道幅に関しても熱くなり、「建主改従ではなく、改軌主建従にすべき。ましては、それを票田の道具にするのはけしからん。」と大隈とグラバーを驚かせた。晩年、鐵蔵と共に1号機関車が再就職した島原鉄道に乗車しに来た。

### 憲政党

#### 黒田派
憲政党内の派閥の一つで、正式名称は「黒田道久道の会」。派閥領袖は黒田道久。九州諸藩の藩主・藩士にちなんだ姓に基いている場合もある。
黒田道久（くろだ みちひさ）
憲政党政調会長で仙露の父も所属していた黒田派のボス。道路・自動車関係に強い利権を持つ（後に公共施設のバリアフリーに関する利権も持っていることが判明する）。新米議員である仙露に何かと厄介ごとを押し付ける。仙露が指示通りに行動せずに怒りを見せた場合でも、マスコミの高い評価を知ると掌を返すことが多い。
また、仙露に「『はやぶさ』と言ったら「戦闘機の隼だろ」と、じっくりと隼の解説をするなど戦闘機に詳しく、80話では対立政党の広成が党本部に直談判に来た際に「国益のため」と提案を受けて対応する度量の広さを見せることもある。
ネットを介して広がった民衆党が主催した講演会に仙露が招かれた時の発言を重く見て、彼を呼び国替えを勧める。その際、意外にも素直に応じたため戸惑い、見返りを求めていると思ったが、逆に「選挙区に専念したいので役職を解いて欲しい」と言われて本気だと感じた。ところがいざ仙露を国替えさせようとするとトドロキ自動車から待ったがかかり、鉄道協会からの「新幹線パッケージ輸出支援の提言をまとめた仙露に地位を与えパイプ役に」という提案から仙露の国替えを中止した。
佐藤秀人を憲政党に取り込もうとするが失敗し、寿齢党党首の大橋をけしかけて共倒れさせることを我策するが、（仙露や真希たちの力で）頓挫する。
党税調で消費税の増税と生活出需品に対する軽減税率について、消費税をそのままに、ぜいたく品に重税をかけることを提案する（仙露の入知恵）。
山中正太郎（やまなか しょうたろう）
憲政党の国会議員。黒田派の副会長。選挙で民衆党の刺客・広成真希に小選挙区で敗れ、辛くも比例復活当選する。そのため広成真希とは「ローカル私鉄のJR駅への延長問題」・「駅前商店街の再開発」・「町を挙げての省エネ策」と度々揉め、そのたびに仙露の助力で丸く収まるため、仙露を高く評価している。
寺田博司（てらだ ひろし）
憲政党の国会議員。黒田派の幹部。仙露の隣の選挙区、富塚市を地盤とする。開かずの踏切問題や環境派の富塚市長とのケンカを仙露のアイデアで解決する。待機児童問題で対策を仙露に依頼する。
細川俊彦（ほそかわ としひこ）
憲政党の国会議員。仙露と同期で同じく二世議員だが、子供のころから総理大臣を目指していた野心家で、仙露に強いライバル心を持つ。生まれも育ちも東京という生粋の東京都民で自分の地盤のこともあまり良く知らず、地元民の陳情の際には、「こんな田舎も自分の地盤なのか」と驚愕した。常に自分の功績と注目度を気にしており、自らの知識や見識をひけらかす場面もあるが、実際には世間知らずで知識も浅く顰蹙を買う発言が多い。交通政策はあまり得意ではなく、付け焼刃程度の知識・提案しか持ち合わおらず仙露や由希の提案をカンニングすることが多い。仙露に成り代わって政務官に就任しようとして、父親が残した資料を元にした政策を党の幹部に提出しようとしたが、以前政権交代した際に民衆党が同様の政策を提案していた上に、憲政党に反発されて廃案になっていたことを広成真希に指摘され呆れられる。また、その際に仙露がまとめた政策を収めたUSBメモリを渡され、自分の手柄としたことがある。仙露の提言を参考に静岡県連の静川、浜田に提言したことがあるが、かえって2人の逆鱗に触れ、黒田に雷を落とされている。
広成由希をデートに誘ったりして交際をしていたが、彼女が仙露に注目したことに嫉妬し、秘書が偶然目にした民衆党が主催した講演会に彼が招かれた時の発言を知り、ネットを介して密かに拡散する。しかし、自身の思惑と違い仙露が黒田から勧められた国替えを承諾していたことに驚く。
真希以上に仙露の縄張りへの闖入をして功名を得ようとするが、仇になることが多く、仙露の友人・福田からも軽蔑されている。熊本編でツヨシの姪・華子に「あの肥後細川家の流れ」と言ったが、実際は熊本城の細川家とは関係ないことを間髪入れずに歴史家に指摘されたため、冗談と思われた。
毎朝新聞の松永と海外メディアからの取材に対し、ゴルフ練習場で練習をしながらインタビューを受けるという最低の対応をした上に、党に無断で自分の浅はかな参議院改革案（のぞみ曰く「とんでもない改革案」）を披露したことで、海外メディアから「無能なのに意欲だけはある政治家の典型」というレッテルを貼られた上に、記事を読んだ黒田を激怒させてしまう。
川根徹（かわね とおる）
憲政党の国会議員で仙露や細川と同期。衆議院3期目の元警察官僚で、公安警察時代はカンの鋭さから『公安のカミソリ』と言われていた。その実績を買われて政権与党に迎えられる、現在の役職は「内閣情報調査室担当内閣官房副長官」。自身の才覚でのし上がってきたため、世襲議員を嫌っており、政治家を評価する際の第一のポイントは世襲議員か否かで決めるため、まだ参議院議員候補に過ぎなかった初対面の千田葉子に対し、「世襲でない点だけは評価してやる」と発言している。また、コテコテの世襲議員である仙露に対しては、かなり見下しているが、仙露の天然（鉄道バカ）の行動に振り回されることになる。150話ではノゾミが仙露の妹であることを知ってしまう。さらに李が仙露目当ての名目で岐阜へ来訪したのと、仙露がライの息子・サムの相手をしていることを知り、ますます（仙露がらみの行動が）理解不能となった。
鉄道知識に関しては疎いが、仙露の鉄道裏知識を無視しようとするため、ドジをしてしまう。
そのため、彼の部下が鉄道知識に詳しい仙露を頼るようになり、「なんであいつ（仙露）に頼るんだ！」と苦言を呈するが、結局は仙露を呼ぶ羽目になる。「ヨシカワミナミ」を女性と勘違いした彼に仙露は「武蔵野線ですね」と答えた。
尾藤晴彦（びとう はるひこ）
第一巻・第三話にて登場した、青森選挙区の候補。憲政党から立候補することになり、黒田派からは（予想では）状況が不利だったため、幹部ではなく仙露を応援によこした。県会議員である父・勝利（かつとし）は養親で子供がいなかったため、親戚筋である晴彦（はるひこ）を養子縁組にして、後継者として育てた。
後に彼の実父が末期の病気に侵されていることを知り、仙露の助言で（人道上やむを得ない）特例を利用して青森駅に運転停車していたカシオペアに乗り込み、実父のいる函館へ最後の対面に訪問した。これが民衆党（特に対立候補であった丸野和恵）によって問題視されたが、彼と仙露は選挙活動中に事情を説明、勝利と内山のフォローもあって逆転勝利、黒田派に入会した。
千田葉子（ちだ ようこ）
参議院千葉選挙区の新人議員。候補者時代、外資系シンクタンクでは現・民衆党の広成議員と同僚だったため、彼女がライバル視する仙露の指導を受けたいと志願して、一時仙露の私設秘書となる。千葉県出身だが職場の大学も東京という「千葉都民」で千葉の選挙区をデータで知っている頭でっかち。「データだけでは実感としてわからない」と仙露に千葉県内のローカル私鉄路線の視察に付き合わされ、銚子電鉄視察では銚子電鉄を支援する沿線の高校生グループへの協力を、選挙年齢の18歳に引き下げに伴い増える240万の若者票を集める準備と考えるなど、仙露の行動を深読みしすぎて勘違いしているところがある。ベンチャー経営者である南郷に（ファンとして）憧れていて、仙露を通じて会えた時は感激していた。
仙露についたのはそもそも彼女が真希をライバル視して、その真希が仙露を意識したことから興味を持っていたのであり、「師事」というより「研究」目的で「指導を受ける」名目をとったことから、仙露のアナログ戦術（どぶ板戦術および庶民目線での直接視察）と（親から受け継いだ選挙区を捨てての）選挙区移転構想に呆れていたが、未成年選挙層（18・19歳）開拓などといった勘違いをしているせいなのと、仙露自ら移転しようとした静岡へ出向くと静川・浜田に一目置かれていることから、彼の戦術はあながち侮れないと少し考えるようになった（さすがに山万ユーカリが丘線の女子大駅へ一人で行くのが恥ずかしいと同伴させられた際には困惑していた）。
細川がのぞみ・真希・遠子を自宅（引っ越し先の高層マンション）へ招待した時に、同じく誘われた。だが、下心みえみえなのと宅配業者を考慮しない対応に失笑した。その高層マンションは美観一辺倒で宅配対応が整っていない都心型であったことから、宅配業者からは「鬼門」と忌み嫌われていた。また、細川に対しては仮想通貨投資におけるパスワード管理の杜撰さを真希とともに指摘している。
丸田（まるた）
黒田の秘書で、仙露のことを「先代（道男）の代わりでうだつの上がらない若手議員」としか見ていなかったが、織自成を紹介した。2巻以降は出番が少なくなった（漫画では9巻以降、若手某秘書の出番の方が多くなった）。
外川（とがわ）
細川の秘書で、細川のことを「先生」あるいは「若」と呼ぶ。細川の手足となって動いていて、仙露が静岡送りになった原因の情報をつかんだこともある。しかし内心では、駄々子同然に暴走する細川に困惑している。
川上清吉（かわかみ せいきち）
憲政党黒田派所属の衆議院議員。内閣改造に伴い、当選七期目で「高齢化社会対策担当」内閣府特命担当大臣として初入閣を果たした古老議員。内閣改造を機に失言のあった上島派所属の前任者を更迭したことで「老人優先席」と呼ばれていた担当大臣のポストが上島派から黒田派に移譲されたため、黒田の温情により入閣した。
利権と目立つ提言（横車）で動く古いタイプの政治家。横車を入れられて困惑する国土交通省は、仙露に助け船を求める。仙露と同じく川上に困惑する五木も、彼にくぎを刺すため仙露に協力する。
エスカレーター問題で「半開譲り追い越し」をやめさせたいと禁止措置や利権を求めようとするが、仙露と五木に一蹴される。
加藤佑吉（かとう ゆうきち）
故人。元国土交通大臣で鉄工会社を経営しながら市議会議員・県議会議員を経て衆議院議員になったたたき上げの政治家。晩年は跡取り息子の金と女へのだらしなさに頭を抱えていた。作中への登場は第214話での内山の回想シーンのみとなっている。
長男で末っ子・佑介は仙露の参列に「若手の政務官じゃなくて、大臣あたりが来ると思った」と落胆し、ノゾミをナンパがらみでスカウトしようとした。佑介は父の花押遺言状を盾に「会社相続権」を主張し、就任早々工場をつぶすと宣言するが、仙露にその遺言状は無効であると忠告され、工場やその従業員は救われた。

#### 上島派
上島・柴本・西崎とも遠州鉄道西鹿島線沿線の駅にちなんだ氏名が多い。
上島助信（かみしま すけのぶ）
憲政党の農水族「上島派（かみしまは）」のドン、衆議院議員「永田町の妖怪狸」と呼ばれている。憲政党が与党に復権した選挙で台頭、派閥議員の柴本を国土交通大臣にして新幹線輸出対策チームを立ち上げようとして主導権争いで黒田派と対立。仙露の「新幹線より地下鉄などの都市交通のほうが市場規模が10倍近くある、アメリカなどですでに実績を上げている」との資料を無償で渡されて困惑。新幹線輸出では黒田派と和解。
北海道で開催された憲政党党大会では、仙露の企画したトロッコ列車での昼食会の途中、黒田議員と共に保線作業員の「開発だけでなく自然と調和しながら作業する」現場の声を聞き感銘を受ける。
仙露が選挙区の静岡にいた時、トドロキ自動車や鉄道協会による黒田派への圧力を知り、国土交通副大臣を「えさ」に仙露を獲得しようとしたことがある。
地元選挙区に広大な運動公園の建設を計画。『（東海道新幹線着工でも使われた）過少予算で建設を始め、建設開始後「予算が足らない」と追加予算で完成させる』、そして関係団体を多数作り予算超過の問題の責任をうやむやにするという昔ながらの方法で着工をめざし、予算が足りないなら「スポーツ選手の強化費を削れ」と柴本国土交通大臣に言い出す始末。しかし仙露の入れ知恵で、広成真希が地元業者たちへ無言の圧力をかけ、一部業者が公正取引委員会に談合をリーク、建設計画は頓挫させられた（実際の東海道新幹線の予算超過問題では、当時の国鉄総裁十河信二と技師長島秀雄が責任を取って完成前に辞職している）。
消費税増税での食料品（農産物）軽減税率導入問題では利益誘導でイニシアチブを取ろうとするが、仙露の入れ知恵で黒田が消費税を据え置き贅沢品に加重課税する『物品税』の復活を提案して軽減税率問題を棚上げし、税のかけ方そのものが再考され利益誘導ができなくなった。
彼が北陸新幹線の案件を憂いて地元の滋賀県に帰省、「（京都ルート派である）俺が潰した米原ルートを復活させようとしている、観察してこい」と黒田に言われた細川と仙露は県都・大津にいる上島に会いに行くが、細川の無知すぎて県民感情を考慮していなかった話と（細川は静岡で同じことして怒らせたのに懲りていなかった）新幹線駅増設の話で彼が激怒、追い返された。だが、仙露は彼に米原・京都の折衷案である敦賀・米原ミニ新幹線（在来線の三線軌条化）を提案。それを知った黒田は「仙露、上島と滋賀で話す必要がある」と乗り込む。彼は黒田、仙露と一緒に琵琶湖インクラインを訪問して「仙露君の提案も悪くない」とフォローした。
柴本積志（しばもと せきし）
憲政党上島派の国土交通大臣。政務官に就任した仙露の東北新幹線視察のための青森行きを「厄介払い」と送り出す。そして監視役に官僚の中村を送り込む。しかし、仙露の持論の「私鉄の持つ鉄道用送電線を利用して太陽光発電などの再生可能エネルギーで造られた電気の送電事業への参入（送電事業は経済産業省の権益）」、福岡での国際会議では仙露が華僑の大物・織自成をダシにして会議参加者を連れ出し会議場が空っぽになる、上島の意向を受け「青函トンネルの貨物列車の運行維持のために北海道新幹線の延伸見直し」を提案するが、仙露のアイデアの貨物新幹線により上島が延伸促進にシフトしてしまうなど、仙露の行動に振り回されることに。
同じ省庁でありながら別の派閥にいるということで仙露に何か動きがあると、手柄目的で（石崎と同じように）中村とともに仙露を監視、尾行する。中村はそんな彼に嫌気がさしているが、柴本は仙露の会見中に乱入して「政務官が大臣の知らぬところで勝手なことをされては困る。ここからは主導権を握る」といい、会見会場を乗っ取り弁舌するが、付け焼刃の知識だけで会見の参加者を呆れさせ、逆に場をしらけさせてしまい、それに気づいて主導権を仙露に返上して退散している。
西崎（にしざき）
憲政党上島派の県議。記者の質問を耳に手を当てて聞き返すのが特徴。カラ出張疑惑のある男で、仙露が青森へ長期出張した時に地元新聞社に仙露、中村とともに彼の「カラ出張疑惑」で取材を受けた。仙露の助言を無視して、実行しなかった北海道新幹線予定地視察をうそぶいたが、当然訪問していないので特急料金の特例を知らず、仙露に特例の話をされて恥をかく。
これ以来仙露に逆恨みをして、不利な情報（プライベートによる長野温泉旅行についてのネタ）を上島（つまり自分のボス）の秘書に仕入れさせ追及しようとするが、仙露に青春18きっぷを使って連日旅をした話をされて、証人である中村、新聞記者に逆に感心されてしまい、彼は撃沈するも「仙露のように鉄道に詳しくなれば、もっとうまく政務活動費をごまかせる」と考える。

#### その他の憲政党所属の国会議員
佐倉みずほ
憲政党の無派閥の国会議員。仙露の父の世話で政界入りし黒田派に所属していた時期もあったが派閥や会派を嫌い無派閥に。与野党議員と共に「男女同権対策議員連盟」を立ち上げる。鉄男が黒田から叱責を受けた時、かばったこともある。マスコミからは「日本初の女性総理候補」として扱われている。
石崎
憲政党の総理派閥の参議院議員。次期参議院選挙選挙対策室室長。「全国の中核都市をミニ東京化してトップダウンで政治を決める」との自論が『金沢の大旦那』や『石川の女帝』の逆鱗に触れ、首相に大目玉を食らう。仙露に政治力を見せようと副大臣のポストをエサに寿齢党の大橋党首や郵政民営化問題で離党した長谷川郵吉議員の取り込みをしようとし、仙露や大橋・長谷川・広成議員と一緒に烏山線の七福神めぐりと蓄電池駆動電車EV-E301系電車の視察をして帰りの宇都宮駅で待ち伏せ、大橋党首に「選挙協力の見返りに栃木県選挙区を寿齢党へ、閣僚ポスト」を提案して大橋を怒らせ、野党間の選挙協力が進むことに。
151話ではEUのサミット参加国の官僚の前で日本語が分からないだろうと余計な裏話をして、それを聞いていた外国官僚たちが日本語を理解していたものだから外務省が火消しに大騒ぎする事態に。
彼が目の敵にしている仙露に動きがあると思えば、必ず仙露たちの視察先に出向いて憂う思惑を話すが、大概は彼の早とちりであることが多い。
大国誠（おおくに まこと）
仙露が「参院選の応援で、山陰にゆく」仕事を黒田に頼まれて、出向いた先で応援する対象者で「合区問題」案件に関わっている参議院議員。彼は若手評論家としてメディアで活躍して、40歳までに総理大臣に成りたいという野心があり、衆議院の枠が埋まっていたから参院選から出馬。彼は「衆議院とは違う選挙制度でもいいではないか」と改革論者。仙露は彼とノゾミを誘い廃止される「奥出雲おろち号」（木次線の観光列車）を視察乗車、すると「スイッチバックして回り道をすればいいのか」と勝手に感心し、仙露を勝手に尊敬。彼は仙露たちに出会う前、松江郊外の公園で毛虫に困った芹那を助けて、相思相愛となる。だが、芹那の父は堅物で前途は厳しい。名前の由来は「大国主」。

#### 静岡県連
静川と浜田が参議院議員を勇退する伊東の後継候補に自分の子供を擁立しようと対立する。静川と浜田は知事選や国会議員選挙では2人の協力が必要という実力者。高校実業団ではサッカーのチームメイトだったが、現在はことごとく対立し、意見が合うのは利権がらみという旧来の利益誘導型の政治家。仙露が国替えすることになるが、大人の事情で仙露はトドロキ選挙区のまま、仙露の黒田への直談判で「静川と浜田の子供は一人は静岡選挙区からもう一人も比例代表上位で立候補させる」との約束を取り付け、のちに浜田の娘を参議院静岡地方区の候補者、静川の長男は衆議院静岡地方区への候補となる。そのこともあって、静川と浜田は仙露に一目置いている。
伊東豆吉
憲政党の静岡選挙区出身で黒田派の元参議院議員。静岡県連の幹事長と政調会長の対立や中央との調整に疲れ果て引退を決意。それが静岡県連の幹事長と政調会長の後継者指名によるさらなる対立を生んだため、黒田の意向で仙露を落下傘候補として送り込み一本化させようとする。結果として仙露と黒田の話し合いにより、浜田遠子が後継者となり当選したことで引退した。
静川岡造
憲政党の静岡県議、静岡市出身8期目・憲政党県幹事長。静川駿の父。
浜田松男
憲政党の静岡県議、浜松市出身8期目・憲政党県政調会長。浜田遠子の父。
浜田遠子
参議院議員。伊東豆吉の後継者として擁立され、当選した1年生議員。浜田松男の娘で高校時代は静川駿・佐藤秀人と同級生で、サッカー部のマネージャーをしていた。落下傘候補として擁立された仙露を知るために、仙露の静岡県の鉄道全路線乗車に付き合うことに。文学女子で、とくに伊豆の文学には詳しく、仙露とのぞみにも伊豆文学を通じて静岡への理解度を深めてもらうため、駿も巻き込んで「伊豆の踊子」ツアーに繰り出した。
議員当選後、千田と一緒に行動することが増えた。

#### 次期国会議員候補者
静川駿
静川岡造の息子。仙露が黒田へ直談判したことにより、衆議院候補に決定する。
憲政党静岡県連青年部に所属し、高校時代から遠子とは恋人同士でもあるが、父親同士が対立しているため周囲には内緒にしている。佐藤秀人（後述）の高校時代のサッカー部のチームメイトだった。体育会系で文化系に疎いが、仙露が「鉄道」をたとえ話に持ち出すことが多いので、鉄道マニアであると推察した。その一方で議員として仙露を尊敬している。

#### その他、憲政党関係者
魚住里子（うおずみ さとこ）
広島県連本部に勤務する職員。仙露（とノゾミ）のリクエストでアストラムラインの地下鉄区間を視察するため、新白島駅を案内した。
カープファンを新白島駅で見かけた仙露とノゾミが島に誘われて野球（カープ戦）を観戦することを話すと、合流したいと言い出した。実はカープ女子で、同じくカープ党の島と親しくなる。島と仙露を鉄道マニアと感づいたらしい。
須佐野三琴（すさの みこと）
若いころは政界の暴れん坊であったが、中央政界を追い出された後、島根県の政界をまとめた「島根のドン」。実は大国と交際中である芹那の父で、強面で手厳しい人。合区問題に不満であり、その案件に関わっている大国は彼に会いに行き、「この問題はすぐには解消できません」と言明。そのうえで大国は改革案を話し、さらに廃線になった三江線跡を視察の際、仙露とノゾミの後押しを受けて「鉄道を文化財にすることで、地域の交通手段を守る事もできる」と畳みかける。それを聞いた彼は大国の施策を認めた。名前のモデルは「スサノオノミコト」。
村崎式部（むらさき しきぶ）
福井県連に勤務する職員だが、京都出身なので京都弁が出てしまう。小説家を目指している。父は国文学の教授。
仙露の鉄道志向に気付かず、女好きと勘違いする。さらに真希、君子も同行したため、勝手に仙露を「光源氏」と想像する。
真希、君子と別れた後、光子（内山の姪）が合流。光子とは茨城と福井で張り合い、千田や遠子、富子とも出会う。
小田栄（おだ さかえ）
神奈川県連に勤務する職員。黒田に憲政党支持存続をとりつけるために横川家に面会に行かせた仙露（とノゾミ）と細川を横川家に案内。横川が鶴見線に思い入れが有る事を知っていたから、細川に「横川さんの歓心を買うにはどうすれば…」という質問に「鶴見線の話しをすればいいのでは」と答えた。
だが、彼女は地元民と云っても鶴見線にほとんど乗った事が無く、あまり知らないという。それゆえ細川が鶴見線の話で横川の怒りを買い、全員追い出されたのが理解できなかった。それを仙露に話すと、「僕が鶴見線を案内します。」と、彼女、ノゾミと一緒に鶴見線に乗車、海芝浦、大川駅などを訪問しながら説明したことで、横川の怒りを理解。

### 元憲政党
大橋久豊
寿齢党党首。元・憲政党の最長老で黒田道久も頭が上らないため、引退勧告を仙露に押し付けるが、仙露との会話の中で黒田の思惑を見抜き、自ら憲政党を離党し老人のための新党『寿齢党』を旗揚げ、選挙の台風の目となる。
仙露の父である仙露道男をとても可愛がっていたが、息子である仙露鉄男が大橋を訪ねた際には無下に扱うなど、当初は仙露を快く思ってはいなかった。しかし徐々に父親譲りの政治家としての資質を見込み、仙露と共に広成真希の立ち上げた超党派連盟に加入するなど、頻繁に行動を共にするようになる。
戦争中、陸軍少年飛行兵に志願、「はやぶさ(隼)」や「はやて(疾風)」を聞き懐かしがる。また、議員秘書をしていた時に大事なカバンを駅に忘れて議員と特急つばめに乗車、女性客室乗務員（つばめガール）の気転でことなきを得る。そのつばめガールが今井君子の祖母の妹で、若くして亡くなっいたことが判明。「彼女が居なかったら、議員秘書をクビになり、今の私は居なかった。もう一度きちんとお礼を言いたかった」と思いを吐露する。
仙露が世襲議員との批判に吊るし上げられた時に「確かに父親の弔い合戦として擁立されたが、意外にも仙露議員は有能な政治家だった、でなければ3期続けて当選出来ない」と客観的分析で擁護する。
「自分のメガネにかなった人材であれば党派の垣根を越えてでも、次世代の政治家として育ててみたい」と、憲政党静岡県連青年部の静川駿・浜田遠子に注目している。
駿・遠子の友人・佐藤に対しては、佐藤の方針が「若者寄り、高齢者無視の政策」ととられ、最初は反感をもっていたが、仙露が引き合わせたことでお互いの不足分を補う政策・方針に変わり、和解・共闘する。
長谷川郵吉
無所属の参議院議員、元憲政党郵政族で郵政民営化を掲げた憲政党を離党した。しかも、自分の理念のためにはどんな大物の説得にも応じない頑固者。実家はかつて特定郵便局をしており、郵政民営化の見直しを主張するのは郵政利権を守るのではなく『地域社会を支えるネットワーク機能を守るため』が持論。日本郵政の株式上場問題では情報収集に与野党からの、さまざまなアプローチに辟易していた。趣味は切手と風景印の収集。
第151話（第16巻）では郵政新党を発足させている。彼と仙露が議連以外で接触すると、必ず黒田たちが入閣がらみの勘違いをする。
若林
憲政党・民衆党などの議員秘書を渡り歩いたベテラン議員秘書、知らないうちに造反元議員のアリバイ工作に利用され議員秘書を解雇されてしまう。駅スタンプと郵便風景印の収集が趣味で、特段鉄道好きというわけではないが、仙露の紹介で長谷川郵吉の秘書になる。それ以来、仙露とは鉄道仲間のようになっている。
張松
244話から始まる和歌山編に登場する憲政党国会議員OB。学生時代は野球の投打の二刀流でプロを目指すが、どちらも中途半端で挫折。国鉄マンからたたき上げで代議士になり、引退した今も議員OBのまとめ役をしていて党幹部も一目置く存在。「ローカル鉄道は地元と会社が一体となって、汗と涙で維持していかんとならん」と言い、仙路の「これからの鉄道は知恵と工夫で維持していく時代」に「喝！喝！それで維持出来たら苦労せんわい、どこかに、そんな事例でもあるのか？」と反論し、和歌山県下の鉄道巡りの珍道中をすることに。高校時代、野球をしていて二刀流投打を試みたが挫折、スポーツ科学に基づく野球人を目指す息子と衝突して絶縁していて「息子」と「二刀流」はNGワードであった。息子が大益選手の二刀流をサポートしていることを仙露から知り、仙露に対しては態度を軟化させるが、息子とは距離が近づけなかった。だが、仙露とノゾミの話と、ひかり（ノゾミ母）が取り持ったことで再会して、距離を縮めた。

### 民衆党
広成真希
民衆党の女性国会議員。生真面目な性格で、学生時代に海外留学を経験して経営管理学修士の資格を持ち、帰国後は日本文化に興味を持ち直し茶道を始める。帰国後、世の中を変えていける政治家という仕事に興味を持ち民衆党の公募に応募。選挙で憲政党黒田派の副会長・山中正太郎を小選挙区で破り当選。政敵として何かと顔を合わせる仙露に強いライバル心を持つが、同期議員同士の友好関係にもある。とぼけた顔をして様々な難題をあっさり解決をする仙露を実際以上に有能だと感じている。
従妹の由希、友人の今井君子のほか、仙露の妹・のぞみにも声をかけてお楽しみ同好会（いわゆる女子会）を結成。「仙露も入れてほしい」と条件を付けたのぞみが仙露とともに入会して、女子会というより「広成会」となった。
広成会でも仙露たちと登山しているが、山登りが趣味の一つになっている。のぞみが仙露・駿・遠子たちと富士登山をする話をした時に、同伴を希望して一緒に登山をしている。登山スキルは、仙露よりはるかに高い（登山界に顔が広いらしく、紹介された谷川岳山岳会の一ノ倉（いちのくら）を紹介され、真希と一ノ倉のお陰でレールスキーは両親のいきさつを知ることが出来た）。
細川との交際を断り、同期として接している。韓流ファンでイケメン好きとミーハーなところもある。李に会いたがっていたが、二度もニアミスで箱根や岐阜でも会っていない。一方、仙露に恋慕するそぶりもあり、ノゾミや君子に嫉妬するところもある。
足尾鉱毒事件を訴えた政治家・田中正造（大橋も尊敬し、仙露にかなり力説するほど）や仙露の父・道男を尊敬している。また、五木のレポートをかつて読んだこともあり、五木に対しても好感を持っている。
仙露と君子、鉄道女子学園の関係について取材に来た松永に憤慨して一喝、仙露たちに助け船を出した。
書道の心得があり、仙露から花押のことで相談を受けたことがある。
広成由希
広成真希の従妹。大学卒業後、社会勉強をかねて真希の私設秘書となる。さそり座のB型の「マイペース」で真希に容姿は似ているが性格は全く似ていない。真希に仙露事務所へ資料を返しに行ったまま内山秘書を「ヨーダみたいでかわいい」と入り浸ったり、仙露のマンションに書類を届け中に入ろうとしたり、仙露が今井君子と歩いているとデートと尾行し仙露の前で真希に「仙露と君子が付き合っていたら」との問いに「ライバルとして戦います」と言う。そこに細川からドライブデートに誘われる、仙露の羽田空港と成田空港をリニアーモーターカーで結ぶ交通の未来を聞いて注目する。
ペーパードライバーらしい。自動車教習所での成績はあまり良くないようで、親に車を持たせて貰えない。そのため、南郷に自動運転車を開発して欲しいと頼む。
上松正史
真希のボスとして多く登場。第17話「シフト」当時では、国会対策委員長であった。
民衆党や自分の部下、真希に対して変化球的な政策を投げて来る仙露に対して、気になる存在（或る意味、目障りかつ叩きやすい存在）として意識。仙露が国土交通委員に就任するや、同じ幹部の秘書に尾行させたり、菅原を落下傘候補として対抗馬としてけしかけたり、「格差社会問題」シンポジウムの名目で世襲問題で吊るし上げをしようとするが、いずれも仙露の変化球でかわされてしまっている。しかも、シンポジウムで脱世襲を実現させるために黒田の提案する静岡（参議院）選挙区へのお国がえを快く承諾していることに驚いた。
松浦克巳
同じく真希のボスで、第8話「攻守交代」当時では民衆党・政調会長であった。
利権誘導で高速道路を鍋弦線にして着工させようとしたが、仙露と織自成に阻止された。真希もこの案件に関わっていたが、実現されなくなってよかったと思っている。

### その他の議員、議員候補者
佐藤秀人
「若者新党」代表の参議院議員。サッカー元日本代表。高校時代は静川岡造の長男・駿とチームメイトで、浜田松男の長女・遠子はマネージャーを務めていた。サッカーのプレースタイルは個人プレー中心だったため、チームワーク重視の日本のサッカーを嫌ってフランスへ。
サッカー元日本代表の知名度を生かして参議院静岡選挙区から無所属で出馬を計画。「若者の力を結集」をスローガンに参議院静岡選挙区に立候補を申し出たが、憲政党は次期参議院選挙候補は仙露で内定していたため、静岡選挙区の衆議院候補として取り込もうと画策。しかし本人は「政党の看板を背負って選挙したら、すべて党の方針に従わないといけない。俺はそんなのが大嫌いだ」と固辞する。憲政党黒田政調会長がライバル候補を芽を摘もうと暗躍、「寿齢党党首の大橋久豊と『高齢者問題と若者の役割』とのテーマで公開討論会」をすることになるが、事前の仙露の根回しにより佐藤や寿齢党と共闘することとなる。
大橋久豊のアドバイスにより静岡選挙区への無所属候補として立候補を取りやめ知名度を生かして「若者よ世界に挑戦しろ」をキャッチフレーズに『若者新党』を旗揚げして全国区比例代表選挙へ立候補する。その新党の候補者として静川駿・浜田遠子に出馬要請をするが憲政党に所属しているという理由のため断られてしまう。
坂本を心配する仙露に依まれて南郷、坂本と3人で密談、「憲政党の看板で入閣はただのかかしパンダになりかねない」と忠告、自らの政党からの立候補を勧めた（坂本も鶏口牛後と思い、応じる）。
青野森男
津軽鉄道の澤村社長より紹介された津軽鉄道応援隊のメンバーで青森県議を目指していて、仙露に弟子入り志願する。学生時代は相撲部で現在も地元で相撲を教えている。地元新聞の仙露への取材に同行し「道路族の議員なのに車ではなく公共交通を充実になんて、派閥のボスからおとがめが」との質問に、仙露が「それが私の考えです、これで政務官を解かれても仕方がない」と言い切ったことに政治家の覚悟を感じる（仙露は単に忙しい政務官を辞めたかっただけ）。仙露より寝台列車の「北斗星」「カシオペア」の廃止問題は列車の廃止だけでなく、青い森鉄道の収入の20パーセントを占める線路利用料収入が無くなり、地元公共交通「青い森鉄道」の経営にかかわり、青森県民にとっても重要な政策課題とレクチャーされる。
のちに青森県議に当選し仙露の議員事務所を訪ねる。その後は県議として青函経済圏研究会の取りまとめ役をしている。
震災地視察として熊本へ来たとき、のぞみに五木・細川と同じように恵子の娘・華子の相手に丸投げしようとしたが、恵子に「地方議員には興味がない」と言われてしまう。
北海道子（きたみ みちこ）
北海道議会議員、北海道函館出身で実家は農家。青函経済圏研究会の北海道側の取りまとめ役、上島派の北海道新幹線の札幌延伸問題への妨害工作に対処のため青野と共に上京するも門前払いに。そこで仙露の知恵を授けられサイド上島議員の元へ行き解決する。仙露を青函トンネル視察の案内をしている時に学生時代・青森の荒馬まつりで知り合った荒木和馬と再会する。
熱井正義
飯加茂市会議員・市民派。地元の民鉄「飯加茂鉄道」を食い物にして、なおかつ飯加茂市議会を牛耳る阿久大寛（あく　ひろとも）率いる不動産会社「阿久興産」と市議会・阿久派を排除すべく、市民派の新市長を就任させた。
阿久陣営は多数派の力で市議会を封じこみ、なおかつ仙露を利用しようとする。だが、仙露・中村たちは阿久を断罪したことにより、阿久陣営は選挙で市議会から退散させられ、阿久興産の撤退により「飯加茂鉄道」は再び第三セクター化した。
アニメファンだったことから、他所での我田引水で失敗したアニメ街おこしを知っていて、飯加茂市主催の街おこしイベント会で細川が連れて来たアニメーター秋葉（あきば）の杜撰な計画を一蹴した。その一方で、仙露の奇抜なアイデアには感心している。
小田切友昭（おだぎり ともあき）
左派系少数政党・日本人民党の議員。自分の党が古臭いと思い、「ありが党」改称を提案するが上層部から却下されてしまう。（若手議員が）超党派で集まった懇親会でその話をした処、仙露が真希に意見を聞かれて述べた駅名のサブタイトルをたとえ話にしたところ、併記を上層部に提案しようとした（仙露とのぞみは、駅名併用みたいにいかないだろうと思っている）。
仙露・真希を政治家として敬愛していて、2人が関係する（党派の垣根を越えた）若手議員の会合には必ず参加し、さらに仙露主催のわたらせ渓谷鉄道視察会にも同伴している。
菅原成子
某民放アナウンサーで、退社後はフリーキャスターとなる。
世襲議員である仙露を過小評価し、民衆党から同じ選挙区に落下傘候補になると対談会で「一つ橋電鉄のラッシュ」と「比例選挙区」の問題で仙露を落とそうとするが、仙露の自由人的発想で逆に撃沈されてしまう（その後、その選挙候補から離脱し、憲政党から出馬を目指す）。
真希とのぞみが言うには「（選挙に勝てればこだわりの無い）不慮野心の人」。
対談会以来、仙露に反感を持っていて高速鉄道導入問題でアメリカ某州知事（ツゥーキン・レッシャー）との面会権（仙露は交渉、菅原はインタビュー）を柴本国交相の圧力を利用して横取りしてしまう。のぞみたちはそれを逆手に利用して、仙露と連邦鉄道局貨物担当（コーン・テイナー）の面会をさせた。これが逆に功を奏した。一方、菅原の面会した知事は鉄道嫌いでインタビューすらできなかった（仙露の面会成功をマクレーンから聞かされた菅原は再び敗北感を味わう）。
白州大智
憲政党鹿児島県連所属の鹿児島県議会議員。次の選挙までに新たな利権を獲得しようと、鹿児島県を訪れていた仙露に接触し接待しようとするも失敗する。
庄和源六
憲政党・参議院議員候補者。応援演説を頼もうと津島に接近する。
「元号と皇室」に興味があると偽り、秘書に細工させて話のタネに「元号駅切符」と「お召列車対応”和”（なごみ）の情報」を仕入れるが、仙露によって見破られ、津島の反感を買う。
町沼武夫（まちぬま たけお）
憲政党が参議院埼玉選挙区から擁立予定候補の一人（もう一人の対立候補は弟）。弟・武志とともに県議員を長年務めている。武夫は秩父地方の名家を継いでいる（もともと、自然豊かな土地が好きなので秩父本家は性に合っているという）。（仙露と同じ）西武ライオンズのファンで野球少年であった。そのことから秩父から東京へ向かう西武鉄道をひいきにしている。「さいたま市」が政令市として自慢する弟に対して東京の池袋、新宿が彼（埼玉）にとっての都会であると譲らない（実際、池袋を目指す埼玉県民の多い事を引き合いに出している）。
町沼武志（まちぬま たけし）
双子の兄・武夫と同じく参議院擁立候補。もともと、都会志向の強い人で、さいたま市の分家を継いだ。武夫いわく「埼玉都民」。さいたま市の分家を引き継ぎ、浦和レッズのファン、サッカー少年だった彼は、さいたま市から乗りれている東武野田線があることを利用して東武鉄道びいきで、政策の違いなどからなのか2人は衝突する（新宿、池袋を目指す兄に対して、浅草、上野も都会であると対抗する）。黒田から仲裁を頼まれた仙露は両社のライバルでもあるJR東日本を引き合いに出し「喧嘩両成敗」にしようとする。
平松正義（ひらまつ まさよし）
福島県議会議員。国政議員デビューを予定していて、天野の口車に乗せられて「会津森林鉄道」の土地を購買しそうになるが、仙露と織老師によって天野の「原野商法」に気付いて、天野のセールスを却下する。天野の土地は仙露の提案と彼の仲介で福島県教育委員会に譲渡される事になった。
倉場富子（くらば とみこ）
仙露、ノゾミがシンポジウムに参加する為長崎入りした際、出迎えた長崎県選出の議員。仙露、ノゾミと「選挙区（仙露にとっては国内のインフラ案件）行脚」と称して長崎県内の鉄道乗車をする。

### 官僚

#### 日本
渥美
6話で国土交通省大臣官房として、衆議院国土交通委員会委員になった仙露への「難解な公共交通に関する必要項目」の説明で官僚に聞かないと何もわからない、実質官僚がこの国を動かしていると知らしめようとするが、鉄道に関して説明内容を知っており、逆に説明の間違いを指摘される。説明項目をさらに掘り下げて質問され、「見た目も、噂も、政治家に向かないボンクラだが、官僚には先代よりも手ごわい相手になる」と仙露に一目置くようになる。仙露の政務官就任時の資料説明する中村に「お前が返り討ちにあわないか心配」と付いていく。
中村（国土交通省）
109話で政務官になった仙露へ段ボール一杯の整備新幹線関連資料を送り説明しようとするが、その前に横で聞いていた「のぞみ」が「官僚をいじめちゃダメ」と言うぐらい、仙露に資料に関して追加資料を求められ、資料に関しての質問攻めにあい、送った資料を把握していたことに驚く。仙露の青森視察に国土交通大臣命令で追跡・観察（その際、仙露・青野が鉄道マニアであることを見抜いた）。仙露を「世襲議員で見た目もうだつの上がらなそうな男だが、世界のトドロキ自動車を後援会に持ち、華僑の大物がわざわざ訪ねてくる。実はスゴイ奴かもしれない。しかも本人はそれに気づいてないのが、またスゴイ…」と思い、福岡での国際会議では勝手な行動をとる仙露に頭を抱えるが新幹線や都市鉄道を輸出問題で海外の高官と信頼関係を構築していく仙露に一目置くようになる。
仙露と五木が（特に）鉄道がらみで気が合うことが多く、そのために思惑が曲げられてしまうのが新たな悩みの種となる。また、彼のボスである柴本に「手柄目的」で仙露監視のコマにされるのをうんざりしている。
寺脇
中村と同期の国土交通省の航空技官、新型国産旅客機の開発に関わる。71話で藤尾板金の息子「秋彦」が大手企業をリストラされプータローをしているとき、仙露が親父さんの仕事を素晴らしさを教えるため、寺脇を連れて来て秋彦に説明させた。中村たちの紹介で二度目に対面した時は、カナダ人ジャーナリストのマック・ラギーが欧米（特にカナダ）の飛行機製造業の優位性を高らかに述べるが、仙露と寺脇は新幹線技術を駆使した新型機の製造を語り共闘。だが、寺脇自身は「飛行機オタク」で仙露と「新幹線と飛行機の優位性の議論」ではオタク同士の意地の張り合いで、頭が痛くなってきた。とのぞみが嘆く（144話「4時間の壁）のエピソード）。
祖父は飛行機技術者で、ジェットエンジンを使った除雪を試すが失敗している。
五木悠人
160話で初登場する財務省で国土交通省関連予算担当主査、国交省の中村・寺脇と同期で高校時代は全国模試、大学入試センター試験でトップの成績、東大在学中に司法試験合格、国家公務員試験までトップ通過という超エリートキャリア官僚。
北海道新幹線の建設工事に関して「財政的見地からして新幹線と札幌周辺の通勤路線以外廃止、LCCと高速バスで代替えすればいい」。これを聞いて抗議に来た北海道子北海道議会議員に国鉄時代4000kmあった北海道の路線網がJRになった時点で3200km、現在2600kmにまで減少している、北海道新幹線開業の陰で無人駅8駅が廃止され普通列車の7パーセントが減便された現実を示し、採算が合わない所は切り捨てではなく、たった一人の女子高生のために維持されていた白滝駅などの例を示して、経営的には廃止した方が得策だが地元住人には金に換えられない価値があり、北海道庁がJRに代わって豪華列車を造る構想があり北海道の鉄道を守るための観光戦略は有効とし、財政難対策には「企業版ふるさと納税」を活用することを提案する。
仙露の『夜行寝台新幹線構想』　東京を午後9時ごろに出発して午前0時に新青森駅で停車泊、翌朝6時に出発すれば7時半に函館に到着可能。これなら線路のメンテナス時間を確保して、飛行機の最終便の後に出発し、翌朝の羽田始発航空機が到着前に函館に着くことが出来る。との提案に国交省の中村から聞いていた通り常人には思いつかない発想をする人だ絶賛する。
実は仙露と張り合えるぐらいの鉄道オタク（彼の鉄旅仲間からそれを聞いた仙露は同一趣味の親近感から親しく声を掛けるが、彼自身は職業柄か隠れテツのつもりでいるのと官僚・政治家の関係から避けているが趣味話をふられるとつい話に乗ってしまう）。鉄道がらみになると気が合うことが多く、仙露の「物品税（贅沢税）」復活提案にも同意する。仙露の誘導で鉄道話をしてしまい、真希に「鉄道マニア」と疑われる（そうしたことから、第三者に仙露の友人だといわれると秒速で否定する）。愛知県を視察時は、（仙露）政務官の同伴と言い訳しては、リニア・鉄道館に一緒に入館。
渥美、中村共に国土交通省大臣官房所属の国土交通事務官。

法尾守（ほうお まもる）
黒田の命令で仙露が憲法審査会のメンバーになるため、ブレーンを探す事に成った。そんな中、中村事務官に紹介された新人。ただ中村曰く「六法全書マニアで、相手かまわず法律の議論をふっかけてくる問題児」という。大阪出身だが、共通語で話す。仙露に対してもあいさつ代わりにと法律の話をしてきて、ノゾミに「（お兄ちゃんの周りにいる）国土交通省官僚って変わり者が多い」とあきれられる。頭でっかちな彼に「日本の法律って、変なところがあるよ」と説明して、鉄道に例えて、彼とノゾミを連れて、その変な法律の現場である都電荒川線、江ノ島電鉄を視察。「路面区間少なくて軌道？」「路面電車ぽいのに、軌道でなく鉄道？」と驚愕する彼に仙露は「（法尾の出身地にある）大阪メトロは道路と一緒に計画、建設されたから法律上は路面電車」と説明。これにも驚くが仙露は「法律云々はそうだけど、支障なく毎日運航しているから問題ないですよね」と述べ、かつて同じく頭でっかちな千田に述べたように「現実は法律通りにいかないこともある、百聞は一見にしかず」と話すと、感激。仙露も彼を気に入り、ブレーンにしようと思っている。
「政治資金規正法」と環状線のことで戸惑う彼のために仙露、のぞみは一緒に城北線を視察に連れてゆく。愛知環状鉄道とともに「もともと、東海圏の国鉄貨物輸送を迂回させる目的でつくられた」と説明を受け、「規正」「規制」を勝手に勘違いしたことに気付いた。ちなみに名古屋にも市営地下鉄名城線という環状線がある。

#### 外国
李
韓国・大統領府の国家公務員。78話「鉄のソナタ」で高速鉄道輸出チームの一員として来日、仙露・のぞみ・由希が応対した（韓流マニアの真希はスケジュールの都合で対面できず、悔しがっていた）。真希いわく韓流スターの「イ・ピルモ」に似ているという。
（日本の）新幹線視察を名目に来日、仙露と「日韓鉄道」のことで張り合う。実は鉄道マニア（のぞみも2人の張り合いからそれに気づいた）で、新幹線視察と箱根旅行をしている内に仙露・由希から日韓鉄道の違いを指摘され、ますます日本の鉄道にも興味を持つようになった。箱根を旅している内に同じ鉄道マニアの仙露と意気投合した。またアニメ『君の名は。』を見てアニメファンになり、175話176話の再来日時に仙露が岐阜に居るのを知り仙露と会う名目にロケ地めぐり（聖地巡礼）をする。
トキュ・レシア
フランス大統領府の高速鉄道担当の官僚、アメリカ留学時代にのぞみと友人になりお互いの母国語を教えあったため英語フランス語日本語を操るトリプルリンガル。フランスに帰国後、国立行政学院を経て官僚に。サッカーファンで101話でのぞみから尋ねられた「佐藤秀人のフランス時代」のことを教える。149話で伊勢志摩サミットに合わせて来日、仙露、広成・佐藤・のぞみと会食する。
その後、中村とフィミ・キリーEU事務官の御膳たてで仙露・のぞみの他、2人が出会った欧州連合圏内の関係者と対談することになった。同じくのぞみの友人で米・某ハゲタカファンドのローレンほどではないが、仙露の鉄道話に呆れている。だが、オルセー美術館を訪問したいと言われたときは（仙露の本音が早口で聞き取れず、のぞみが通訳しなかったので鉄道趣味がらみとわからず）、感心していた。
カイサッツ・グッチ
イタリア交通省の事務方。伊勢志摩サミットでの来日に合わせて、日本側の交通担当である仙露と面会。その時、自称イタリア通の細川も（官僚の）渥美に頼み込んで、面会させて貰うことにした（だが、細川は付け焼刃の知識で恥をかいてしまう）。
仙露のつてで、立川と対面。仙露と立川の説明で、イタリア製レール削正車（スペノ）が日本で大活躍していることを知り、仙露と意気投合。秋田新幹線「こまち」の行先の秋田が秋田美人と地酒の美味しいと教えられ、「そこへ行きたい、美人と酒があればこの世は天国」と言うイタリヤン（145話「スペノ」のエピソード）。その後、レシアなどEU圏出身関係者と面会する。レシアと同じく日本語が話せる。
エッキ・ヴェーン
ドイツ連邦交通省の鉄道技官。シーメンス社のエンジニア出身なので、「鉄道の専門家」（実は父も職人だった）。仙露とは鉄道話で意気投合、日本の鉄道会社のコンピューター集中管理やアプリケーションなどのハイテクだけでなく人の手による職人技を視察、感服した（仙露と同じ鉄道模型趣味もある）。レシアたちと面会している。
寺脇の気に成っていたドイツを試験走行していたプロペラ珍機について、仙露を介して彼に聞くと「シーネン・ツェッペリン」という列車であることが判明。
ステイ・ショーン
英国政府の交通政策顧問、オックスフォード大学教授、イギリス保存鉄道連盟総裁、男爵である。仙露の案内で鉄道女子短大を視察。
保存鉄道の権威で「動態保存こそが鉄道遺産」と持論するが、同短大の山本・船越との話で「日常風景を遺産とする日本の鉄道」を理解。その後、レシアたちと面会。
ムツミ・レールスキー
165話に登場する露首脳会議のロシア側スタッフ。彼は日露ハーフだが、シングルマザーの母と2人暮らしで父親のことを知らず、仙露に見せた母の映像に写る「おぎのやの釜めし」と「国鉄の襟章を指輪」にしていたことを基に仙露が父親の消息を調べ、母親ミーシャが交換留学生として来日中に山登りしていて茂倉万太郎（もぐら まんたろう）と知り合い、一緒に冬の谷川岳に挑戦するも遭難、茂倉氏がミーシャをわが身を代えても守ろうとして命を落とした。そしてミーシャさんは帰国後もお腹に宿った子供を守ろうとされたことから父（茂倉氏）のことは秘密にしてきたことを知り、「母親を助けるために父親が命を落とした」を心の負い目だったのでは。そして茂倉氏は碓氷峠の専用機関車ＥＦ63「峠のシェルパ」の機関士をしていてムツミの名前は63のごろ合わせで付けられたのでは。と教えられる。また166話では仙露の依頼を受け、今井君子の祖父の最後（戦死場所）を調査する。
林春美（リン チュンメイ）
台湾の行政院交通部で観光担当の責任者。仙露を訪れ、日本・台湾の鉄道話をした。
日本語が堪能で、彼女の母・美恵（メイフェン）は日本に留学したことがあり、50年前の当時新宿でフォークシンガーの川口俊男と交際、同棲していた。のちに喧嘩別れする形となるが、お互いのことを思っていた。美恵は結婚するがすぐに離婚して女手一つで春美を育てた。
美恵と俊男が同棲していた場所をたどろうと、美恵が生前に病床でうろ覚えで話したところへとされる「新宿」へ向かうが、読み方の違いなどから鉄男とノゾミは別の場所を見出し、本当に同棲していた葛飾区に彼女と向かい、そこで俊男と出会う。
ナオミ スミス
日本の鉄道運用技術の現場を視察するために鉄道運用技術の現場を視察するために来日。母はアメリカ人だが父が日本人なので、日本語は話せる。父が早世してしまい、母と一緒に帰米。それ以来、母は父と日本時代の話をしたがらず、彼女は父と一緒にいた町のことをおぼろげな記憶しかなかった。彼女の記憶から仙露は、彼女の父が岐阜県の大垣市近郊にあった名家の出身で、反対されたことから母が父と別れて彼女を連れてアメリカに泣く泣く帰国したということが判明。さらに彼女の父が生息していることがわかり、仙露が再会させた。
日本での案内役である仙露・ノゾミと出会う。ノゾミ曰く「ナオミは欧米由来で日本に伝わった人名」という（本来の由来はユダヤ人の名前）。

### 財界人
村松幸夫
村松建設の社長。一代で日本有数の建設会社を造り上げた。仙露の父・仙露道男の有力支援者で、現在は鉄男の有力支援者。新たに立ち上げるシルバーセンター事業で広成・仙露・のぞみのアイデアを取り入れた。仙露を物事の常識にとらわれず、新たな発想をする人物として高く評価している。仙露の仲介で、南郷、中瀬たちと知り合う。
村松文男
村松幸夫の息子。父親の会社を飛び出し、認知症の祖母と一緒に祖母の出身地に移住、そこで祖母が回復、その町並みを利用した昭和のテーマパーク「昭和の村」の責任者となり、交通アクセスとなる鉄道の人員の高齢化対策、来園者減少対策などに奔走する。
村松建設時代から父に対して対抗心が強かったため、父に助言を求めることはしない。むしろ、仙露に助言を求めることが多く、仙露が村松父子の板挟みになっている。仙露から「我が道を行くしかない、父は父、息子は息子」と忠告され、考え方を改めている。祖母の問題がきっかけで真希とも親交がある。
彼の運営するテーマパークをロケ地にした映画がきっかけでプロデューサーの阿部と知り合い、仙露に阿部を仲介した。
中瀬トドロキ自動車社長
仙露の父、仙露道男と鉄男の最有力支援者。トドロキ自動車の二酸化炭素の削減策として、鉄男のモーダルシフト案を受け入れ、部品製造関連会社との間にJR貨物にトドロキ自動車部品専用貨物列車を就航させる。
円高問題で下請け企業を連れて工場の海外移転計画に対して「轟市が寂れる」と下請け企業とともに反対し、野党者候補との討論会では「道路族なのにバイパス道路作るより今ある鉄道を有効利用させよ」「私は小選挙区で落選したら比例で復活しなくてもいい」と言う仙露鉄男にヒヤヒヤしながらも支援者への利益誘導による議員を続けることより正論を押し通そうとする仙露をトドロキ自動車として支援する。また「仙路のお国替えの話」に憲政党黒田道久に『四菱自動車との提携に仲介役として必要な人材ので轟選挙区から国替えさせないよう』に直談判する。
南郷勝
インターネットを使った住宅管理システムのベンチャー企業「ハイテクホーム社」の創業者。地元に恩返しと会社の知名度アップに鹿原鉄道を買収。鉄道会社の不動産事業して会社を上場、鹿原鉄道を登録有形文化財にして観光路線として再生させた。現在は上場した株式を売却して鹿原で新会社を立ち上げ鹿原鉄道で使うGPSとデジタル通信を利用した「無線列車制御システム（CBTC）」の開発中。このシステムの開発には仙露の仲介により将来ドライバーのサポートや自動車の自動運転に応用できるとトドロキ自動車が資金援助をしている。
真希とは香との結婚を機に知り合い、彼や中瀬、マクレーン、張たちが参加したパーティーに千田とともに参加する（だが、真希や香の教え子達は作中では彼に対してあまり興味が無いようである）。
トドロキ自動車の要件で轟へ行くことになった彼と来た仙露は、祐子に彼を紹介した。
坂本を心配する仙露に依まれて、佐藤、坂本と共に密談。「（坂本の会社が）外資のハゲタカファンドに狙われている」と忠告、仙露とともに坂本の会社をフォローすることにした。
織自成（しょくじせい）
日本の政財界と太いパイプを持つ華僑の大物。風水に詳しく、憲政党が選挙に敗退野党に転落し、気が枯れ果てて見える中に全身から気で満ちている仙露を見つけ、一緒にドラゴンレールへの珍道中をした。以後、来日のたびに仙露を呼び出すようになり、時にはダジャレを交えた会話をしたりと、親密な仲になる。当人曰く、長いこと気が濁った人間と相手すると自身の気も濁ってくるため、清浄な気を持つ仙露の気によって浄化したくなるためとのこと（青森編以降、高級な列車に乗車する際、仙露のパトロンみたいになっている）。一緒に来たのぞみにちょっかいをかける、ノゾミの水着姿やチアガール姿を隠し撮りするなど、スケベ爺な面もあるが、仲介すると相手国の大臣が出てくるなど、日本の政財界だけでなく東南アジア各国で多大な影響力を持つ。
ノゾミにチャイナドレス姿で華僑パーティーに同伴して欲しいので、交換条件（剱包丁の商標権問題を解決させるために偽装包丁で出願した相手の弱点を突きとめさせる）を受け入れた。
白石が「会津森林鉄道廃線跡」の保全についての相談を仙露にしたのを聞いて、裏に「華僑系企業がいるらしい」というのが気になり、白石たちを助けに会津へ。仙露とともに天野の陰謀を食い止めた。その後、仙露、のぞみとともにハワイアンズへ遊びに寄る。
トシオ・マクレーン
国際経営コンサルタント。内山秘書曰く「札付きの国際的ブローカー」で、仙露にハニートラップを仕掛けたこともある。TGVの東南アジアへの売り込みに際して織自成老師との仲介役を仙露に依頼に来るが、「鉄道は利用する人のためのもので政治や利権に利用されたらダメ」と一蹴される。
父親はアメリカ軍人で朝鮮戦争で戦死、幼少期に日本人の母親から父方の祖父母に引き渡される。以後日本人の母親とは音信不通になり、祖父母が死亡後に母親との再会を決意して来日。幼少期に母親と最後に別れた「小金井駅」と一緒に行った「国分寺」を頼りに友人から聞いた「国分寺」の傍にある小金井市で母親を探したが見つけられず、国分寺も幼少の記憶のものとは別のものであったことから、『自分は日本人の母に捨てられた』との思いを感じ対日強硬派となる。だが、仙露が鉄オタの知識で、同じ地名の別の場所で本当の「小金井駅」と「国分寺」を見つけ、そこで仙露とのぞみらと一緒に母親の消息を調査し、その思いが誤解であったことを知った。
上記の一件以降仙露に恩義を感じており、仙露とのぞみが国際特許問題で困っている時、偶然母親の墓参りに来日中で、仙露に的確なアドバイスをして解決に導き。仙露に乞われ首都急行電鉄の資産狙いの株式公開買い付けの対抗策のアドバイザーとして来日して織自成老師と一緒に仕事をすることに、その辣腕ぶりは織自成も一目置く。またヒューストン-ダラス間の高速鉄道計画に参入を狙う投資ファンドが仙露の取り込みにノゾミの学生時代の友人が暗躍している、と警告する。など今では仙露のよき助言者となっている。
キャサリン・コバヤシ
愛称は「キャシー」。マクレーンが仙露に差し向けた刺客。彼女はジャーナリストとして仙露に近づいたが、昔話から不審に思ったノゾミが母・ひかりに問い合わせたところ、ハニートラップであることが判明した。彼女が仙露と2人きりでの密談を誘うが、仙露は誘惑されたのに気付かず、しかも追跡してきたノゾミに正体を見破られてしまう。結局、仙露を丸めこむのに失敗したが、思わぬことで仙露が鉄道マニアであることを知ってしまい、ノゾミにそれを口外しないという交換条件を突きつけられて、（条件をのむことで）ことなきをえた。
岩滝輝男（いわたき てるお）
都内の喫茶店『いわたき』の店主。一見物腰の柔らかそうな人物だが四菱財閥2代総帥「岩滝矢之助」の孫で、元祖撮り鉄で人材の発掘と養成に腐心した、「岩滝輝矢」を父に持つ。表向きは戦後の財閥解体により四菱グループへの影響力を失っているが、父親譲りの人材発掘する目を持ち、父親が育てた現在の四菱グループの重役たちが集まる「秘密酒場」のマスターでもある。廃校になった国立小学校校舎を文化財として保存か、解体・更地にして土地売却して国庫へかで揉めたときに、仙露鉄男が鉄オタの知識で解決したのを見て、父・岩滝輝矢の親友で仙露の曽祖父「仙露鉄蔵」と同じ才能を受け継いでいると評価。四菱グループの重役たちに紹介しようとする。その結果、下請け企業を連れての「トドロキ自動車の工場の海外移転計画」を仙露を仲介役にして四菱自動車からハイブリッドカーをOEMで大量注文して阻止させてしまった、「四菱グループの影の総帥」と呼べるかも知れない人物。
また鉄男の曽祖父「鉄蔵」・祖父「鉄平」を直接知る人物でもある（内山秘書が道男に使えるようになったときには鉄平は亡くなっていた）。
恐らく、仙露・ノゾミの関係を、内山とともに知る数少ない人物（曾祖父・鉄蔵絡みで知ったらしい）。
加賀見能澄江
石川県内でホテル・流通・バス・タクシー・不動産などの事業を展開する加賀見ホールディングスの会長、石川県では女帝と呼ばれる実力者。北陸新幹線の金沢以西の延伸問題で細川が都内の加賀料理の料亭で接待するが「北陸の小京都」と言ったことに立腹して、席をたつが仙露がのぞみに「花嫁のれん」「群青壁」を説明しているを見て、間違いを訂正。そのまま仙露の案内で都内の「小金沢（板橋区加賀・前田家下屋敷跡）」の歴史や金沢ゆかりの地名を見て回り、機嫌を直して細川の接待を受ける。金沢のことを勉強している仙露を「細川議員と違って見どころがありそう」と金沢へ呼び寄せる。また息子・奈々男の進路（跡継ぎ）問題では仙露がのと鉄道に載せ、「親の決めた線路（進路）を進むのは客として列車に乗るのではなく、多くの人を乗せて定刻どおり運転すること」と教える。
尾山兼六
「金沢の大旦那」と呼ばれる実力者、加賀見会長の運転手や警備員・清掃員に変装をしてどういう人物か見極める、というイタズラ好きなお爺さん。だが、怒らせ金沢を追い出された政治家や会社経営者が何人もいる。仙露が金沢の近代史の勉強していた（金沢市の路面電車路線図と現代地図を見比べて地名を研究していた）のと、のぞみの海外のサイトから金沢を調べて金沢駅・金沢21世紀美術館・金沢海みらい図書館などが外国から評価されていることを知る。電車好き！で仙露の新たな人脈に。
また仙露の父、仙露道男とも親交があり「生きていたら総理大臣になれる器だった…」と、鉄男に語る。
井川強
お弁当チェーン「ほくほくフーズ」の社長。50歳。母と2人の姉に頭上がらず、座右の銘は「しっかりしなさい」。熊本地震の復興の一助にと熊本からの原材料仕入れ先確保や冷めても美味しいご飯を探して鉄男と一緒に珍道中をすることに。
彼は鉄男、ノゾミのことを感心しており、（鉄男の歩んできた実態を知らず）2人の親（仙露道男、児玉ひかり）の薫陶を受けていると思っているらしい。そのせいか、鉄男やノゾミを（弄りに近い）揶揄する美子に対して本気で憤慨していた。
妻の実家が弁当屋であったことから、今の会社はこちらを発展拡大させた形となっている。世帯家族は妻・舞、長男・剛、長女・愛子（双子のきょうだい）がいる。
井川家オールスターズ
21巻（熊本編）・22巻（山形編）に登場している井川強の一族。
ツヨシとの熊本視察で、ツヨシの長姉・恵子の希望で恵子、彼女の娘・華子と旅した（恵子は花子を鉄男の花嫁候補にして政治的パイプにしようとたくらむつもりだった）が、鉄男と華子は全くかみ合わなかった（むしろ、恵子の姪（妹方の娘）・良子には気に入られている）。
一方のノゾミは、井川強の姉・恵子のたくらみに胡散臭さを感じて、恵子の娘・華子の相手として五木や細川をスケープゴート（生贄）に見立てて、丸投げを試みるが失敗している。また、彼の息子・剛ともかみ合わない。秘書・渡辺司の暴走にあきれている（熊本視察の後、ツヨシの紹介で仙露とともに次姉・典子とその娘・良子と出会う）。
恵子は鉄男を鉄壁のごとくガードするノゾミに愛人疑惑を持たれたが、ツヨシの息子・タケシの登場で「ノゾミをたけしの花嫁候補にする」考えに変わった。もっとも、ノゾミ本人も鉄男と同様その気は全くない。むしろ、鉄男とタケシが（ノゾミのいうヲタク同志ということで）意気投合した。
鉄男、ノゾミ、ツヨシの熊本視察では華子、渡辺司、恵子と（たけしは途中で出会う）、山形視察ではたけし、渡辺司が同伴したが、なぜかツヨシの母・美子は毎回、ツヨシと鉄男に同行したいと希望して単独で合流する形をとった。
掛森要蔵（かけもり ようぞう）
「金の卵」として山形から集団就職で上京、だが出世で高学歴の後輩に抜かれたのを機に相場師になった。憲政党の有力な支援者で黒田派とのつながりがあること、学校を設立したいことから鉄道女子高校を手掛けた仙露と接触（なお、自動車業界にも顔が利いていて、仙露とはトドロキ自動車でも関連がある。中央競馬（ナリキンキング）、地方競馬両側の馬主。彼は72歳まで未婚のため、家には彼と使用人しかいない。黒田は仙露、細川にパーティー手土産のプレゼンをさせ、細川は意気揚々とMaasをプレゼンするが自動車業界にとって都合悪く却下される。仙露は鉄道好きから観光列車をプレゼンしてノゾミに呆れられるが、彼はその観光列車が走る沿線に目をつけて採用した。それがきっかけで旧友・太田多恵と再会を果たしてプロポーズするが、固辞されてしまった。
観光列車がきっかけで鉄道マニアとなり同じ趣味の実業家と張り合い、「庭に置かれた寝台列車や大掛かりな鉄道ジオラマに勝てる方法はないか、お金かかってもいい」と仙露に相談。みどりの窓口削減計画と並行して悩む仙露は法人向けみどりの窓口を提案された。
坂本𪚥馬（さかもと てつま）
高知在住で学生時代にIT企業（海南隊）を立ち上げた実業家で、地元の若者にカリスマ的人気がある。名前のモデルは「坂本龍馬」で、「龍」の部分が「龍四つ」で「てつ」と呼ぶ。彼自身は黒田派は彼を客寄せパンダにして衆議院比例代表区四国ブロック候補者にしようとして（彼が興味ある四国新幹線をめぐって接近）しようとしていて、古代アテネ型民主主義を目指す彼も便乗しようと考える。仙露やノゾミとは阿佐海岸鉄道・甲浦駅で出会い、一緒に高知の鉄道を視察。世襲議員ながら政治に対する執着が薄い仙露に対しては好感をもっているが、「鉄道論」をめぐって衝突することもある。同じ案件で高知入りした真希とは窪川駅で出会う（その前に仙露たちは真希と高知駅で逢う）。高知、鉄道、政治について仙露や真希と堂々と張り合うのだが、周囲の女性（特に姉・留子及び妻・涼子）には頭が上がらない。一方で仙露や真希に対しては一目置いていて、「（2人は違う政党だけど、その垣根を越えて）改革の同志にしたい」と思っている。
突っ走る性格の彼を憂う仙露は佐藤と南郷を紹介、仙露は事情あって欠席の上、高知市内のホテルで3人が密談。その後、選挙に当選して衆議院議員に就任している。仙露、ノゾミと長崎で再会、出迎えた富子とともにシンポジウムに参加。

### その他の人物
南郷香
鹿原小学校教諭。旧姓市川。鹿原鉄道で野生鹿が衝突死して残された小鹿を生徒たちと保護し、鹿の鉄道事故を無くすために仙露のアイデアの「ライオンの糞」を生徒たちと一緒に線路沿いに撒いた。後に生徒と国会見学にも来た。学生時代に鹿原鉄道で一緒に通学した南郷勝と結婚。「鹿原鉄道と競合するバイパス道路問題」で真希とも親交があり、香や仙露を通じて真希は南郷と知り合うことになった。仙露が船越直治、山本とともに「鹿原鉄道駅寝ツアー」に参加した時に勝とともに再会、その時には長女・香澄（かすみ）が生まれていた。
村松・祖母
文男の祖母で、幸夫の母にあたる。鉱山町だった辺吉村の出身、文男の祖父は鉱山の現場監督をしていたが事故で逃げ遅れた仲間を救うため巻き込まれ、事故死する。祖母によると男気があって頼もしい人物、辺吉村の英雄だったという（幸夫はそんな父に嫉妬していたが、仙露のお陰でコンプレックスを克服した）。幸夫の父が事故死すると、魚屋を開いて女手一つで幸夫を育て、後に東京へ引っ越した（幸夫の同級生に健治（けんじ）がいて、彼女は「ケン坊」と呼んで幸夫同様に可愛がった）。
認知症の初期症状であったが、幸夫に自ら経営するシルバーセンターに入れられるのを拒否、単独で辺吉村へ帰ることにした。廃線となった辺吉線の途中駅で偶然居合わせた仙露・真希が同伴して廃線跡を歩いて終点の辺吉村へ。入村すると認知症が元気になり脳活性化、彼女を一人に出来ない文男が憂いて辺吉村で同居することになったが、仙露・真希のアイデアで生活が可能となった（仙露たちが訪問していた当時、携帯電話の電波が通っておらず、電話はコイン式公衆電話からしかできなかった）。
福田賢司
仙露の高校時代からの友人で富塚市の市役所職員で、仙露が鉄オタであることも知っている。陸上長距離の選手で大学時代は「箱根駅伝復路アンカー」を務め、トップを取る直前に蒲田の踏切で遮断機が降り、士気を低下させて優勝出来なかった過去がある。市主催の駅伝大会のコース上の踏切対策で寺田博司議員への根回し、通勤路線の混雑緩和策・無人駅の問題などで仙露に助言を求める。
また、仙露と友人であることが上司に知られ「市長と寺田議員との対立の仲裁を仙露議員にお願いしてほしい」と頼まれ、仙露も寺田議員から待機児童問題を市役所の友達に協力してほしいと頼まれる（それがきっかけで高丘と一緒にいる時間が増えて、距離が縮まった）。仙露の常人外れな発想に感心する一方、細川に対しては快く思っていない。
美人に弱く、ノゾミや君子などに出会うとつい見染めてしまいお世辞を言うが、その度にノゾミに「泉がいるのだから」とくぎを刺される。
高丘泉
福田が仙露の力を借りて富塚市の省エネ政策を解決させたことがきっかけに、市が省エネ目的で借用しているヤギのメイを飼育している幼稚園（閉鎖予定）の保育士。「（近くの土手で草を食む）メイを見に行くついでに子供たちに会いに行っている」と言い訳しては幼稚園に日参するが、ノゾミに「彼女目当てでは」と思われている。彼女自身は、福田と仙露の助言に感心している。幼稚園閉鎖後は郊外の子供園へ移動する。ノゾミの根回しで福田と一緒に駅で乳幼児を預け、そこへ保育園・幼稚園から迎えに来る保育ステェーションを視察することに。また、福田と急接近するきっかけとなった。
ノゾミのお節介と福田たちが祐子と再会したこともきっかけとなって福田とは恋人関係となる。
河合憲男
真希・仙露・ノゾミが「高齢者議連」として初めて視察した牛乳販売業を経営。
牛乳配達・金銭徴収のついでに常連である高齢者の安否を確認しているが、その一人であるウノを心配している。
彼の常連客・ウノの安否を憂いていたが、数日前の彼女の話から「便利なレアバスで夫の墓参りへ行く」ということを思い出し、ウノを発見した。
飯田うの
河合が3日ごとに配達している常連客。牛乳瓶の箱の中身確認から三日前から帰宅していないらしい。
彼女の話から「夫の墓参り」を思い出し、行きつけの尚学寺へたどり、さらに住職に問い合わせたところ、病院で住職夫人の妊娠の付き添いをしていた彼女を発見した。見つけてくれた河合や議連メンバーに感謝した。
坂田
仙露がノゾミに誘われて他の趣味手習いをしていた帰りに出会ったバスマニア。もとは、鉄道マニアだった。
それ以来、仙露とはバス趣味仲間となり、バスに於ける仙露のブレーンと化した。ブログも立ち上げている。
バス好きが高じて、遂にバス会社「天の川鉄道」を設立した。仙露たちのこども園視察で発揮し、さらに郊外の保育園などへの送迎という新たな事業を開拓することになった。
鈴木せつ
「貴船鉄道」沿線に住む老人女性、ペットの猫・ナナを飼っている。鉄道廃止して道路を推進する側の県会議員・小松（こまつ）の要請で仙露は現地視察に来たのだが、（廃止されて職を失い、ナナを手放すのが困る）彼女を助けたいことから真希と村松幸夫に応援を頼み、シルバーセンター・駅動物カフェを沿線に設立して、存続が決定。小松は考え直して、存続賛成派に廻った。
真希の主催する「高齢者議連」の視察で、仙露・のぞみの引率で、真希・大橋・長谷川と廻り合せた。
伊場大輔
仙露と出会った当初はJ県・中田島市議員・青年団団長であった。彼は中田島市を私物化している現職市長・高塚誠に反感を持っていて、ベッドタウン拠点駅「中田島駅」の問題を仙露に相談する。仙露は中田島駅の連絡通路を駅前商店街の人々に入店して貰う「駅ナカ」にして発展させようと提案、だが（税金は市長が決めるため）高塚が「資産税はきっちりとる」と増収を言いだしてしまう。また、市長選への対抗馬を立てようにも高塚は堅い5期20年の長期政権で堅い組織票があるため、伊場は難しいという。
そんな彼に仙露は中田島駅構内に期日前投票所を設置して、（これまで通過するだけで市政に関心の無かった）ベッドタウンの若者層を取り込むことを提案、選挙管理委員会の賛同を得られたので彼はこの提案を実現、市長選挙に立候補した彼は当選して新市長に就任した。敗北した高塚の構想だった「文化ホール」建設は（高塚の）銅像もろとも中止となった（そもそも、仙露が来たのは高塚が文化ホール建設の補助金を県から貰おうと憲政党に便宜を図ってほしいと泣きついたことから、黒田の命令で視察に来たのであった）。
ノゾミール（仮称）
細川の飼い猫（性別不明）。（細川が）仙露や真希の秘書である、ノゾミと由希に二股をかけていて、ペットである猫に（その時の気分で）「ノゾミール」「ユッキーナ」と名づけ、呼んでいる。飼い主による趣味のセンスが悪く、真希に「悪趣味な車を動かしている」、「金キラで毳毳（けばけば）しい骨董品（茶道具）ばかりを好む」と酷評されている。
飼い主・細川が 茶道具のわび・さびの美意識を理解できず、金継ぎを施された井戸茶碗の名品を猫の餌入れにしていたのには真希、ノゾミは呆れていた。
高林
第9巻・第3話（第75話）から登場、福田が勤務する富塚市の市長。
革新系で環境対策には熱心だが、公共事業には消極的で新配水場建設を巡って寺田と衝突する。その後、再考察で賛成したいことと（補助金を引き出せる）寺田とうまくまとめたいと、福田の上司を介して福田と仙露に交渉役を依頼。仙露のマイクロ水力発電のアイデアでまとまることが出来た。
第18巻・第2話（第155話）では逆に仙露と福田が寺田に頼まれて待機児童問題に着手、彼に相談する。
藤尾・父
仙露の住むマンションの近くで町工場「藤尾板金」を営む、彼は社長兼キャリア40年の熟練板金職人で、山口県の新幹線組立工場で修行して0系新幹線の先頭部の叩き出しで造っていた、現在は開発中の国産旅客機の試作機の機体の複雑な形状までハンマーひとつで叩き出しで製作している。
藤尾秋彦
大手企業でプログラマーをしていたがリストラされ、それが原因で彼女に逃げられ、プータローでふてくされていた。仙露に父親の仕事の成果を教えられ、父親の仕事を手伝うようになる。仙露とは親子で近所のおでん屋での飲み仲間でもある。
仙露が世襲議員と、つるし上げられた時は彼が「格安で議員宿舎に入れるのにフリーター時代からの古いマンションに住み続け、スーツは量販店の吊るし、好物はつゆだく牛丼、車は無し」と仙露のフリーター時代と議員なってもが変わらないことを示しが世襲議員という特権階級ではないと擁護する。
おでん屋の店主
藤尾家（町工場）の近所にある「おでん屋」で、藤尾親子は常連である。秋彦のからみ酒に憤慨して、店を追いだしたことがある。
その実、秋彦たち藤尾親子のことを心配している。彼等に対しては常連客ということもありツケ可能である。
秋彦と仙露・ノゾミが親しくなってから、ノゾミのファンになったのもあり、仙露とノゾミに「勘定を安くするから、また来てよ」と言い、ノゾミが彼のメール友達になったこともあって、仙露・ノゾミも常連となった。
和田
轟市在住でトドロキ自動車の下請け工場の若き経営者、トドロキ自動車第3工場の海外移転で一緒に海外移転を求められたハイブリッドカーの電子部品を製作する下請け工場の経営者たちに「仙露の鉄道のハイブリッドカーの資料を見せられ参入を目指そう」の提案に、既存のガソリン車を電気自動車への改造するコンバートEVを提案する。
仙露が世襲議員とつるし上げられた時は、質問者に「あなたは選挙に行きましたか、選挙に行って投票すればあなたの嫌いな世襲議員を落とすことが出来るのではありませんか」と訴えて、質問者を黙らせてしまう。
久我虎美
仙露に内山から持ちかけられたお見合い相手の女性。彼女の父は大企業の資産家で、彼女の票田は議員にとっては馬鹿に出来ないほど魅力的であるが、容姿は魅力的には程遠い。良くも悪くもお嬢様気質で傲岸な人物。
彼女自身は、議員である仙露に興味があり、その本性を知らずにお見合いを進めたいと思っているが、仙露本人は「彼女と結婚すれば、道路族議員として鉄道趣味活動に支障が起るのは目に見えているのと、ノゾミが解雇される可能性がでてくるので」という理由から乗り気ではない。
上昇志向のノゾミも、このお見合いはうまくいかないと思っている。自分の秘書に転職するよう勧める細川に彼女を押し付けた後、細川と食事しており、久我自身も細川のことを気に入ったらしい。
カーン一家
仙露・細川は黒田の命令で、IOC（国際オリンピック委員会）に発言力のあるショーガク・カーンの接待をすることになった。
細川は仙露・ノゾミにカーンの妻子接待を押しつけ、自らはカーンの接待をしてポイントを稼ごうとした。
だが、仙露とカーンの息子・ダニーが同じ鉄道好きで仲良くなる。
さらに日本の「おもてなし」とそれに因んだ仙露・のぞみの説明にカーン夫人・ケイトは関心を示す。
ケイトは（仙露の名前を伏せた）匿名で日本のおもてなし話を執筆、それはノゾミの母・ひかりにも注目された。
カーンもケイトの話から仙露を高く評価するが、細川の暴走には呆れていた。
出雲のアベック
仙露・ノゾミ・君子・由希・真希が「広成会」のツアーで出雲大社へ訪問時、仙露が一人でいる時に数回出くわしたカップル。
縁結びのご利益目当てに来た2人は仙露を孤独な非正規雇用の公務員としか思わず、さんざん貶した。
その後、仙露と真希が一緒にいるところをカップルを迎えに来た男（彼の部下らしい）が見て驚いて仙露のことを説明、2人は驚愕。
しかも彼・健太は父の縁故採用で天下り団体に入社していたが、迎えに来た男の話だと父の団体が潜入捜査を受けることでピンチになり形勢逆転となった。
オーリー
Ｒ国スポーツ少年団の引率役。日本語が話せる。
仙露が彼と少年団を新幹線（博多 - 新鳥栖など）に乗せてあげたことから、同国・交通大臣との接触が実現した。
少年団を博多南線を走る新幹線に乗せた後、彼らの男子部監督、女子部監督と出会う（女子部監督のお陰で、織自成老師の支援で九州新幹線にも乗せてあげることが出来た）。
引率する少年少女達が野球で食べさせたいと、仙露および博多に来ていた立川に相談。2人は日本の事例で助言、さらに仙露は織自成を利用してその事例をＲ国で成立させるためのお膳立て（フォーラムに参加するはずの用人達を呼ぶこと）をした。
井伊
熱井たち市民派によって選出された飯加茂市長で、市民派にあたる。
仙露の助け船が阿久派排除への突破口となり、「飯加茂鉄道」を活用した提言が地方創生にかなうものとして、仙露を高く評価している。
その反面、（飯加茂市主催の街おこしイベント会で割り込み参加した）細川がリサーチを依頼した調査会社のデータを飯加茂市の実態にそぐわないとして一刀両断、細川が地元就職を望む若者はいるか聞かれた大学生の覇気なさにも呆れた。
ローレン
ノゾミの大学時代の友人、観光旅行の名目で来日して金沢で仙露・ノゾミと面会。
実はテキサス州・ヒューストンのハゲタカファンド社員で、テキサス新幹線構想絡みで日本側への工作を計るために接近した。その時、仙露をただの鉄道好きな世襲議員として舐めて掛かっていたらしく彼の人脈を知らず、油断していた。
ノゾミが彼女を不審に思い、マクレーンに相談すると本当の目的が見破られ、退散した。
鶴木
尾山の知り合いにあたる加賀の包丁職人（もともとは刀職人の家柄であった）。「劔」の名で全国の料理人に高評価されている。
ところが、偽物がホームセンターで出回り困惑、実は貿易商を名乗る横鳥が高い示談金目当てに「商標登録」されたという。
横鳥は鶴木の邪魔をしようとするが、これを何とかしたい尾山に仙露とノゾミが共鳴して「先使用権」と「登録申請における不正摘発」を盾に退散させ、ただ同然で商標権は鶴木に譲渡された。
ザイ・ライセン
アメリカから来た萌系ヲタク。古き良き日本を見たいがために三重県にきたはいいが、快速「みえ」に乗車したところ、伊勢鉄道区間で車掌とジャパンレールパスの取り扱い問題でもめた。仙露とのぞみの説明で運賃体系の違いを理解。
仙露・のぞみと再び会い、二つの忍者の里を走る民鉄伊賀鉄道と信楽高原鉄道に乗車した。
伊勢志摩サミットの時期に来日したので、川根たちにスパイと間違えられて職務質問攻めにあった（そのことで、仙露は川根に厳しく叱責されてしまう）。
荒木和馬（あらき かずま）
長崎出身で、元々勤務していた企業を退職後にバイクで青森県今別町へ行き、その時道子と荒馬まつりの練習で知り合い、本番で共演する。
祭りの後、一旦別れるが仙露たちとの同じ祭りの視察で再会する。
仙露たちとの視察における再会までお互い会わなかったのは、彼の海峡線で電話が通じなかったことでの誤解からで、仙露が鉄道知識を利用して誤解を解かれ、恋愛関係を復活させる。
その後、道子の実家である農業を手伝い始めた。
アナスタシア・ニコラエヴナ
鐵蔵が日本で亡命の手助けをした、ロシア・ロマノフ王家の旧皇族。革命で祖国を追われて日本に避難、鐵蔵と函館市電の特別列車に乗車した後、別れた。
関東大震災当時、鐵蔵やおつきの人々と一緒に東京駅を訪問時、迷子になった内山父を介抱して親元に返した（駅長は彼女の素性を心配して親元に返すべきでないと意見するが、彼女や鐵蔵は「人道的に良くない、それに彼の親に（彼女たちのことは口外無用と）言い聞かせればいい」と説得して無事に親元へ返された）。内山父は「お姫様（アナスタシア）と魔法使い（おつきの人々）に助けられた」と思っていて、それを内山にだけ話していた。
キッチン轟店主
仙露・福田・祐子が轟高校時代に行き付けだった思い出の洋食店。
店は轟高校の裏手にあった。同窓会のため仙露たちが訪問すると地上げ屋が（防災対策の都市再開発のために）買収を強要しているところへ出くわした。
地上げ屋は仙露を追い出そうとするが、地上げ屋と一緒に来た県会議員が仙露を知っていて、一緒に陳謝した。
仙露は奈良駅の曳家工事をヒントに、防災のための再開発と店存続を両立できる方法を提案した。
ライ親子
江戸時代後期の儒学者・頼山陽とその息子で幕末志士・三樹三郎の末裔。
父のライ教授は日系アメリカ人、アメリカ政府の交通政策顧問でリニア鉄道の案件で来日する。柴本は点数稼ぎに彼と会談し、仙露に息子のおもりをやらせる。
ライの息子・サム（フルネームをつなげるとサムライ）は「歴史オタク」で、最初は「サムライ言葉」を使っていたが、有名な武士の末裔なので「サムライボーイ」と呼ばれ、虚勢を張っていただけであった。仙露・のぞみと話す間にそのハッタリから解放された。
ライは仙露を旨く丸めこもうとするが、仙露の取り巻きである織自成とマクレーンが現れたことにより、くじいてしまう。
武智
旅行会社「恩田観光」に勤務する社員で、企画を担当する。仙露たちとは明知鉄道沿線で知り合う。
だが、その旅行会社はブラック企業で社長はパワハラの大家、社員を人とも思わず奴隷のようにこき使っている。社長は地元・岐阜の政財界に影響力を持っているため、彼を含めて退職できない。
仙露と中村は恩田（社長）の横暴ぶり（パワハラと献金に依る政財界への圧力）に激怒し、悪代官（阿久大寛）の時と同じく観光庁を通じて制裁を掛けることにした。此れに勇気を得た武智たちは糾弾（謀反）することにした。
川口俊男（かわぐち としお）
林春美の母・美恵が日本で同棲していた元恋人のフォークシンガー。美恵は彼を台湾読み「シュンナン」と呼んでいた。
美恵とは東京で彼が野外フォークギター演奏・熱唱をしていたのを見かけて声をかけて親しくなる。
しばらく同棲していたが、美恵が彼との間にできた子供を流産して関係が悪化、別れてしまう。
美恵と別れた後、「川口シュン」としてデビューする。
林美恵（リン メイフェン）
林春美の母。祖国・台湾から日本に留学していた当時、東京で野外演奏をしていた俊男と出会い、意気投合する。
その後、俊男と同棲して子供を身ごもるが流産して、それがきっかけで別れる。
台湾に帰国して別の男性と結婚し、春美が生まれるが、結婚相手とはうまくいかず離婚して死ぬまで「シングルマザー」であった。
彼女の死後、春美は母のルーツが気になり、職務で日本へ渡航したとき、知り合った仙露とノゾミを頼って母の日本時代のことをたどることができた。
津島光久（つしま みつひさ）
政治評論家で、保守派の論客。仙露とノゾミは鹿児島で初めて出会った。仙露の父・道男のことは知っていたが、初対面の仙露（鉄男）に対しては頼りなさげに感じていた。その後、直治の説明で仙露鉄男を「意外と気骨ある志士」と思い、好印象に変わっている。鉄道にそれほど興味があるわけではないが、仙露の鉄道にまつわる皇室話に関心がある。
寺島の「鐵蔵による女性スパイ救出劇」伝聞におけるスパイの正体が川島芳子であることを知っていた。
千波光子（せんば みつこ）
内山の（妻方にあたる）姪。茨城（いばらき）県の観光協会に勤務。親族関係は内山の妻の弟の娘にあたる。
親族である内山のつてで、仙露に「茨城県」魅力度向上対策に協力を求めてきたことから、仙露は茨城県のローカル線を視察（という名目の鉄道活動）をしてアピールすることを思いつく。
細川が美人である彼女に目をつけて接近し「梅まつり」に同伴するが、付け焼刃でまたしくじり、彼女に嫌われる。
内山・妻
内山の妻で、光子の伯母（父の姉）。光子と同じく茨城県の出身で、名家の令嬢。
彼女の父は内山との結婚を最初は認めていなかったが、道男の出世で認められた（そのため、道男に対する恩義で鉄男の秘書を自ら志願している）。
内山が引退して彼女の実家へ二人暮らしすることに反発していて、一人で都会暮らしを続けたいと思っている（四六時中一緒にいることも嫌っていて、最悪離婚も想定しているらしい）。そのため、2人を憂うノゾミと光子は鉄男を誘導して、内山の引退を先延ばしさせた。
ナナ
初子が入院した病院で看護助手を務めている。同じ漫画雑誌『ビッグコミックオリジナル』で連載中の漫画「看護助手のナナちゃん」の主人公。広島編で共演（「テツぼん」への乗り入れ）を果たした。「被ばく電車」のラストシーンで角田や徹とともに、原作そのまま登場した。
松島
ITベンチャー企業を経営。細川とは車趣味で意気投合する。
黒田が所属議員にポストを褒美に利権の種を宿題を出すと、細川は彼と組み、「自動運転車とライドシェア」を手土産にしようとするが、トドロキ自動車の支持を失うと判断した黒田に却下される。
実は広島と東京であおり運転を起こした犯人で、島に目をつけられ合同捜査の対象となり、偶然にも彼の前を通った島に検挙された。
太田多恵（おおた たえ）
掛森が集団就職で山形方面から羽越本線の列車に乗り、鼠ケ関駅で出会った女性。掛森は彼女も同じ山形出身だと思い、その線で東京で探すが見つからず、仙露が掛森の話から新潟説で探すと身元が判明。上京後しばらく東京にいたが、お見合い結婚で新潟に帰郷する結婚した夫は掛森と再会する数年前に死別、仙露がプレゼンした観光列車でプロポーズされるも固辞した。
マーティン・チェストー
アメリカの某農業団体幹部。訛りがひどいので、ノゾミが黒田のオファーで通訳をする。
父が軍人として日本に駐留していた時に病気となり、鹿児島の頴娃で地元民に介護してもらっていた。彼は仙露の知人・直治の助けで、父がいた頴娃を訪問できた。
のちに特使として再来日、生き別れた娘・葉山理沙（はやま りさ）（SGDs事務局の職員、実は日系アメリカ人）と再会する。
フジちゃん
山梨編に登場する、お騒がせユーチューバー。河口湖湖畔で逆さ富士の写真を撮ろうとして、近くにいた仙露にぶら下がり健康器を持たせて、撮影したがバランスを崩して支えていた仙露が河口湖へ転落。仙露が出た方がアクセス数がアップしたので仙露の山梨視察に押しかけ付きまとう。鳥居を見てここにぶら下がって逆さ富士アップしようとよじ登り、ノゾミに止められる。波高島を裸島でヌーディストビーチと勘違いして変装尾行するなど、仙露ものぞみも困り果てている。
川島芳子（かわしま よしこ）
靺鞨人旧皇族・愛新覚羅家の一族だが、日本人の養父を得ているため日本風の名前を名乗っている。鐵蔵がアナスタシアを亡命手助けしたことを知った軍部が依頼して、「満州国のために重要な人物なので」逃がしてほしいと頼んだ。鐵蔵は奇策を用いて、源五郎など追跡する警察官から逃がした。
長塚双葉（ながつか ふたば）
福島県職員。震災・原発事故後の双葉町を視察する仙露を案内。原子力と双葉町のことで悩む祖父のために、「双葉町をもとのように住める街にしたい」と双葉町の再建に力を注いでいる。
長塚原次（ながつか げんじ）
双葉の祖父。双葉や両親と伴に双葉町にいたが、震災と原発事故で疎開して福島市内の老人ホームに住んでいる。双葉の紹介で「原発」の話を聞こうとした仙露に憤慨して追い返した。実は若いころ、原子力研究所に在籍して「原子力機関車」の研究をしようとしたが、上役から却下されてそのまま追い出される形で退職して双葉町に帰郷した。それ以来、（震災後の原発事故のこともあり）「原子力」の話を拒否していたことがわかった。
天野梅夫（あまの うめお）
白石たち会津の高校生が研究している「会津森林鉄道」の土地を利権目的での買収をたくらむ転売ジゴロの会社「天梅（てんばい）興業」の社長。地元議員の平松に転売しようとするが、仙露と織老師の登場により阻止されて、大損する。
坂本留子（さかもと とめこ）
坂本の姉(モデルは「坂本乙女」）で、幼少期に弱虫だった坂本を鍛えるためによくスリルある橋を一緒に渡らせたことがあった。今でも坂本は彼女に頭が上がらない。坂本には「お留姉ちゃん」と呼ばれる。
坂本涼子（さかもと りょうこ）
坂本の妻（モデルは「楢崎龍」）で、高校・大学時代からの元同級生。坂本とは「てっちゃん」「お涼」と呼び合う。大学のサークルで対立する坂本を襲撃しようとした問題児たちを退散させる武勇伝を持っていて、そんな「はちきん」（男勝り）な彼女に坂本は一目ぼれし、結婚。また、高校時代に大ファンのアイドルが四万十川でロケをする知り、学校をさぼって見物。帰りが遅くなりそうなので坂本に迎えを頼むや迷子になり、結局親に叱られたことを根に持っていることもあり、彼女には頭が上がらない。
勝俣三郎（かつまた さぶろう）
アリスの父が釜石線沿線の松林で道探しをしていたところに出会った人物。英語が話せたのでアリス父は大いに助かり、宮守川橋梁を発見。そのうえを走るSLに乗りたいというアリス父と一緒に乗車。沿線にある滝観洞（ろうかんどう）をアリス父は気に入り、最寄り駅の名称「上有住（かみありす）」から娘の名前を決め、彼を証人にした。アリス父が2021年に死すと、アリスが遺品整理して父と彼の写真を発見、彼に会いたいと仙露に頼み込む。残念ながら彼は大震災で死去したが、せめて2人の乗車したSLに乗ることにして岩手県を訪問した。アリス父はアリスのことを「カミィ」と呼んでいたので、駅名通りである。
南野（みなみの）
亜麻のマネージャー。亜麻の裏表の激しさに困惑している。亜麻と仙露の鉄道知識バトルでは丸く収めようとするが、仙露の知識がハイスコアなので、逆に亜麻が憤慨した。
陳華龍（チン ファーロン）
父は中国共産党幹部、母は財閥出身の太子党（特権階級の子供）な経済ブローカーで、ファンドを立ち上げてあくどい手口で暗躍。彼が来日するというので、織とマクレーンは仙露に「奴に注意」と忠告。クワッド問題と鉄道を絡めて仙露を丸め込もうとたくらもうとするが、仙露はそれを拒否する。憤慨した彼は怪文書を流したため、黒田に「念の為、（疑いが晴れるまで）クワッドの鉄道取引から（仙露を）外す」と言われる。進退問題になりそうと思った織とマクレーンは仙露を助けるべく、彼の不利な情報を使い「仙露に手を出すな」と圧力をかける。自らの進退問題にかかわると思った彼は手を引いて、帰国。だが、彼の父が鉄道案件に関わっていると知った仙露は帰国前に「お近づきになりたい」というが、「関わりたくない」と拒否する。その後、仙露に一泡食わせたい彼はコンテナの話で屈服させようとするが、再び躱されるどころか鉄道趣味仲間に認定されてしまう。さらに彼はリニアと（鉄道の）三つの顔について仙露に絡むが、前者は実績の違い、後者は京阪京津線の話で丸め込まれ、広軌の蹴上インククラインに案内するといわれ、興味を持つようになり、ミイラ化（鉄分上昇）しつつある。
須佐野芹那（すさの せりな）
ミッション系幼稚園「イナバ幼稚園」の教諭。松江郊外の公園でイースター（復活祭）準備のためにエッグハントをしていたが、背中に毛虫がまとまって困惑。大国が助けたことで、親しくなる。仙露、ノゾミと大国が出雲大社を訪問時に再開して、恋愛関係となる。だが、父の三琴は手厳しい人で、大国との交際を認めてくれるかは不明。それでも彼女は大国と一緒になりたいと思っていて、仙露とノゾミは二人を応援する。名前のモデルは「スゼリヒメ」。
稲葉白兎（いなば しろうさぎ）
「イナバ幼稚園」の園長で、芹那の上司。月に2、3回バスで芹那、園児たちを出雲大社に連れてゆき、その先で芹那と大国が再開する。出会いのエピソードを知り、大国を応援。名前のモデルは「因幡の白兎」。
大隈重信（おおくま しげのぶ）
幕末、鐵之介（鉄男の玄祖父）と東京お台場で出会い、佐賀藩江戸屋敷に鐵之介を招いて陸蒸気（ＳＬ）の模型を見せたことから、鐵之介は大隈と鉄道事業に関わり、さらに鉄道に夢中となっていた。幕府崩壊前、鐵之介と長崎を訪問して、グラバーと坂本龍馬に出会う。
浜崎伝助（はまさき でんすけ）、鈴木一之助（すずき いちのすけ）
連載300回コラボ（乗り入れ）企画として同掲載誌で連載中の『釣りバカ日誌』から登場。鉄男とノゾミが福岡玄界灘の釣船に乗船して出会った、釣りバカコンビ。鉄男が貨物船に運ばれる西九州新幹線に夢中になる中、伝助と一之助はそんな鉄男をよそに「釣り勝負」に挑む。社用で国土交通省を訪問した伝助は鉄男、ノゾミと再会。建設業界の人手不足で悩む伝助に秘策となる機会を紹介。伝助が一之助を伴い、機械の現場へ向かうと、鉄男・ノゾミもいてお互いの役職が判明。
トーマス・グラバー
大隈、鐵之介が長崎に訪問したときに出会い、アイアンデューク号（SL）を見せてくれた。明治期に長崎・グラバー園で再び、大隈、鐵之介と再会する。
坂本龍馬（さかもと りょうま）
グラバーが大隈、鐵之介に紹介した土佐出身の浪人。鉄道と残した妻について憂いていた。
堀越二郎（ほりこし じろう）
ゼロ戦設計者で、寺脇の祖父とも親交があった。
ヒクマ・コマツ（小松曳馬）
Ａ国の経営コンサルタント。日本人であったが、家族でＡ国に移住して帰化している。
静岡県浜松市出身、仙露は黒田の命令で幼少期を過ごした故郷を案内…遠州鉄道にも乗車。
だが仙露が江上に話すと、何か怪しいという。当時の遠州鉄道は浜松市内でルートが違っていてスイッチバックがあったことを仙露に教え、「コマツが乗った回送電車が終点までノンストップだった」というのはありえないとして、偽コマツがスパイと判明。
川根がそのことで仙露に相談すると、「別班」発言してしまい、江上を怪しいと思って追跡したことがあった。
内山の兄（うちやま あに）
大阪・新世界でお好み焼き・たこ焼きの店を営む実家をついでいる。顔がビリケンに似ている。
内山千栄子（うちやま ちえこ）
内山芳仲の兄嫁。ヒョウ柄の服を着ていて、内山の紹介で初めて会った鉄男とノゾミに飴玉をプレゼント。
内山兄弟とは幼馴染だが、実は芳仲より年下である。なので互いにちゃんづけする。
彼女のパワーに芳仲や鉄男、ノゾミ、地元の人々は圧倒されっぱなし。
内山守（うちやま まもる）
内山芳仲の甥で千栄子夫婦の息子、道頓堀近くの「串カツうちやま」を経営。
阪神タイガースのファンで、店にユニフォームシャツを展示。
横川（よこかわ）
憲政党を支持していたが、近年の不祥事などで支持政党替えを検討しているという、神奈川県にある後援団体の会長。危機感を覚えた黒田が仙露、細川を出張させて説得工作をしようとする事に成り、小田、ノゾミと出向く。
彼が鶴見線に思い入れがあるのは、かつて東芝の社員で沿線に通勤していたからであった。ところが、小田からそれを聞いた細川は乗ってもいない鶴見線を、ネット情報をかじっただけであたかも乗車したかのように付け焼刃の知識で話してしまい、不興を買い…仙露たちを含めて追い出してしまった。
細川と一緒に来た仙露が、彼と親しい道男の息子であると後で気付き、連絡して同じ沿線の国道駅で再開。仙露の話で「在日米軍に詳しい」と勘違いされて気に入られ、道男と「鉄道が絡む在日米軍問題を何とかしたい」という相談をしたことを打ち明けた。仙露は道男の足跡の一つを知る事が出来、彼もまた「仙露君がいる政党なら、支持してもいいか。」と思った。

### 鉄道に関連する人物

#### 今井家
仙露が真希を介して出会った女性運転士とその家族。
今井君子
首都急行電鉄の初の女性運転士。祖母が運転士だったのに鉄道嫌いで「今井の初乗務に乗ってくれない」との話に、仙露が調べたところ「祖母の初運転が祖父の出征する列車で、軍国美談に仕立てるために軍部がしたこと。そして祖父は祖母とお腹の子（君子の父親）を残して戦死」という過去が判明し、仙露と広成の説得で今井の運転する電車に乗ることになる。これ以後、仙露が「専門的なことだからプロの意見を…」とラッシュ対策・鉄道現場の女性社員の現状などでアドバイスを求めるようになる。
「首都急のマドンナ運転士」と一部の無法撮り鉄がパパラッチのごとく線路やホームに身を乗り出して撮影するため人身事故発生を危惧した会社より運転士乗務からはずされそうになり仙露に相談、立川などの撮り鉄の任意団体「撮り鉄マナー向上委員会」の協力で解決する。また首都急行電鉄の資産を狙った外資（ハゲタカファンド）よるTOB問題、では仙露がアイデアを出し、人脈をフルに使って対抗措置を取ってくれたことに感謝している。
仙露と真希、ノゾミ・由希とも共通の友人でプライベートで一緒にハイキングや旅行に行ったりしている。
みづき、幸介の入社で2人と行動する頻度も増えた。仙露が国土交通省関連を口実に首都急行派遣に参加した2021年度、彼女の勧めで防犯訓練にも参加。みづき、幸介と再会する。
今井はま
君子の祖母。前述の理由から長らく鉄道から距離を置いていて、息子である君子の父が鉄道関係の仕事に就職するのに反対したが、君子の運転士デビューを機に鉄道嫌いを克服する。その後、戦死した夫と仙露の祖父「鉄平」が戦友で、戦死前に疎開児童を鉄道連隊の演習線を使い輸送中に米軍機の機銃掃射を巧みにかわし「今日、子供たちを戦争から救い出す仕事が出来た」と話していたことが、仙露のスタッフが探しだした当時教員として疎開列車に乗っていた女性より教えられる。晩年は入退院を繰り返し170話で死去。死後、君子の結婚相手に仙露をと考えていたことが明らかになる。
終戦まで運転をしていたが、復員兵が多く復職した事も有り、彼女は引退した。
また彼女の妹（君子の大叔母）は特急「つばめ」女性客室乗務員「つばめガール」で、容貌が君子と似ているため、大橋が君子を大叔母と勘違いしたほどである。大橋の窮地を助けたことがあった。その後、寿退職するが40代の若さで早世する。
今井・祖父
君子の祖父。第2次大戦で戦死、陸軍一等兵。蒸気機関士で戦時招集され千葉県の鉄道連隊に配属され、そこで仙露の祖父・鉄平と知り合い「終戦後南満州鉄道の亜細亜号を牽引するパシナを運転してみたい」と夢を語っていた。敗戦直前に鉄平と共に満州に駐留する関東軍へ転属、ソ連参戦に伴い部隊の撤退するに当たり本線にパシナに牽引された囮列車を走らせることになり、その運転士として部隊全員に見送られて出発後行方不明。はま（君子の祖母）より『夫の最後が知りたい』との依頼に、鉄男が来日中のロシア高官のレールスキーに協力してもらい、当時のソ連軍の戦闘記録から囮列車が攻撃されパシナともに戦死したことが分かる。
仙露が、はまの妹を「今井女史」と呼んでいたことから、彼（今井一等兵）は入り婿であることが判明した（つまり、はまが跡継ぎ娘である）。
今井・父
君子の父親。母「はま」から女手一つで育てられる。鉄道マンを目指すが母親の反対で日銀へ就職、現金輸送列車での紙幣運搬時に、当時鉄道公安官として警備担当していた寺島氏と知り合う。

#### 首都急行関係者
仙露鉄男が大きくかかわっている南関の大手民鉄「首都急行電鉄」と、社員である今井君子の関係者。首都急行は仙露の紹介で交響楽団を運営、ライバルの「関東急行電鉄」も仙露の斡旋で、野球チームを持つことになった。
坪井和代
首都急行電鉄女性対策推進本部長、今井の採用に尽力、広報室室長時代には可美村みづきの「主要駅にパウダールームやドレッシングルームを設置」の提言を取り上げた。仙露の女性スタッフだけの駅・鉄道女子高校設置・車窓メロディー・食堂車導入・車両基地に鉄道神社設置などユニークな提言を高く評価している。
山本
首都急行電鉄の元運転士で今井君子の指導教官だった、定年後は鉄道高校の教官をへて（君子の推輓で）首都急行の鉄道女子短大の教官として運転士の心構え・運転技術指導をしている。現役運転士時代に運転士用懐中時計と磁石を同じポケットに入れたことにより、時計が狂い、時間通り運転しているつもりだったが1分の遅れを生じさせた経験から自分を戒めるためその懐中時計を愛用している。若いころに経験した駅寝をまたやりたいということで、仙露とともに「鹿原鉄道駅寝ツアー」に参加した（それを知った船越直治も興味を持って同伴する）。
篠原幸介
初登場は20話「鉄道大回り」、仙露の住むマンションの隣の部屋に住む中学生。父親は病死し、母親は介護の仕事で留守がちであり、小学生時代から友達作りが苦手で中学生時に不登校になっていた。仙露が大都市近郊区間の特例を使って一人旅をさせ自信をつけさせた。その時に可美村みづきと知り合い、青春18きっぷを使い一緒に飯田線に乗車した際にみづきにナンパしようとした男を引き摺り下ろして、仙露から教えてもらった飯田線のトリビアを使い電車を走って追いかけて合流、男気を見せて弟扱いからボーイフレンド以上恋人未満に昇格。みづきの影響で鉄ちゃん化、鉄道高校へ進学。仙露のことを衆議院議員とは知らず、フリーターだと思っていたが、みづきより仙露が国会議員であることを教えられる。197話で鉄道高校を卒業してみづきと同じ首都急行電鉄に就職、鉄道車両の整備士を目指している。みずきの運転士デビューの際には、便乗するつもりだという。
可美村みづき
鉄道好きの女子学生、いわゆる鉄子。高校生の時に一人旅をしている幸介と知り合う。将来は今井君子のように電車の運転士なりたいとの希望を持ち、首都急行電鉄に応募したアイデアが採用される。また、彼女の思いつきを仙露が具体化して提案、首都急行電鉄は鉄道女子大を創り、車両基地に鉄道神社を造ることとなる。首都急行電鉄が造る鉄道女子短大を受験、無事合格。北陸新幹線の開通のニュース放送でテープカットする仙露を見て、インターネットで調べ仙露が国会議員・政務官と知り、今井君子に確認して「首都急に大きな影響力を持ちながらもそんなことは吹聴しない人」と教えられる。現在は鉄道女子短大を卒業、首都急乙女が丘駅の駅員。さらに君子の指導を受けて運転士を目指していて、いよいよ本線の運転士デビュー。
デビュー前に（恋人へのステップアップを目指すため）幸介に告白しようとしたが、カスハラの人とカルガモが現れて、その時は機会を失った。

#### 映画「かぞくいろ」及び肥薩おれんじ鉄道関係者
仙露が視察した鹿児島、肥薩おれんじ鉄道で知り合った社員、奥薗家と、そこをロケ地とした映画の関係者。
奥薗晶
「鹿児島編」に登場。映画や原作本編と同じく肥薩おれんじ鉄道の新米運転士。
鹿児島出身の亡夫・修平の連れ子（義息）・駿太を伴い、修平の父（義父）・節夫のもとへ身を寄せ、修平と同じく鉄道好きな駿太のために鉄道運転士を目指し、節夫もそんな晶と駿太を温かく見守る。
息子・駿太の大好物「薩摩芋カレー」は、修平から伝授されたレパートリーである。
駿太と節夫がきっかけで、鉄男やノゾミと親しくなった。
奥薗節夫
晶の義父（修平の父）で、同じ鉄道会社で働く先輩運転士。
直治の国鉄時代での後輩で、直治が鹿児島出身であることから鉄男は直治を鹿児島視察の折に（頴娃弁話者の）助っ人として同伴させ、そこで節夫と出会い、駿太・晶とも知り合うきっかけとなった。
直治とともに往年の寝台特急「はやぶさ」の運転士であった。鉄男はそれを聞いて、彼に対する興味を高めた。
奥薗駿太
晶の義息（修平の連れ子）で、晶は彼がきっかけで肥薩おれんじ鉄道に就職した。
人見知りをするところがあり、転校先の小学校でも同級生の男子とはなかなか距離が縮まらなかった（女子は好意的に近づいたので、最初から親しくなったらしい）。
出会ったばかりの（不特定多数の）大人たちと触れ合うのも苦手であったが、ノゾミと鹿児島視察中の鉄男が同じく鉄道好きであることから仲良くなった。二度目の視察で同行した内山とは気が合わないようで、「（彼の母・晶は）ボン（鉄男）の（花嫁）候補にならん」と否定的な意見をされている。
鉄男が幸介の時と同じように鉄道コース旅行で、（母親協力のもとで）駿太に一人旅を勧めてポイント指南したことがあった。
奥薗修平
晶の亡夫で駿太の父。生前は東京でイラストレーターをしていて、彼の作品は晶やノゾミが美容室の雑誌で見かけたことがある。
父・節夫とは駿太の実母の葬儀以降、死ぬまで疎遠であったが、彼と駿太の鉄道好きは節夫が鉄道運転士をしていた影響が大きい。
忘れ形見の駿太は彼の影響を大きく受けていて、よく列車の絵を描くこともあった。また、生前に列車を見物した池袋大橋が2人にとって思い出の土地であり、駿太が指宿枕崎線を使った鉄道コース旅行をするきっかけともなった。
ノゾミ曰く、「お兄ちゃん（鉄男）とほぼ同い年」だという。
阿部秀司
鉄男、ノゾミが修平お気に入りの場所・池袋大橋（映画『かぞくいろ』ロケ地でもある）を訪問したところ、声をかけてきた映画プロデューサー。ノゾミを次回作出演者にとスカウトするが、断られている。
鉄男が久々に再会した文男の仲介で再び出会い、鉄男が国会議員であることを知る。彼自身は（晶たちもかかわっている「かぞくいろ」を含めた）映画「レールウェイズ」シリーズだけでなく文男が運営しているテーマパークをロケ地とした映画「一丁目の朝焼け」シリーズをもプロデュースしたことから、鉄道に大きくかかわっている政治家として鉄男を推輓したことから、興味を持っていて文男に引き合わせをお願いした。
彼もまた鉄道好きであるため、鉄男とは「鉄道話」で気が合う。鉄男に次回作ロケ地のことを発表前に内緒で明かした。
伊集院
肥薩おれんじ鉄道の社員。広報の窓口らしく、仙露たちが視察したときの仲介役を引き受けた。
彼と仙露が懇意にしている（実際は仙露と奥薗家である）ことを知った首都急行と内山は、仙露に首都急行の「九州ホテル進出」のパイプ役を依頼している。
眼鏡の女性運転士
映画『かぞくいろ』の主人公・晶のモデルとされる人物。肥薩おれんじ鉄道の女性運転士。
もともと、畑違いの職場から鉄道業と、現職沿線に興味を示して転職した。
仙露が鉄道会社の視察を交えて彼女と話したいと希望し、伊集院が仲介した。
ノゾミに「女性運転士」と書面説明する必要はないといったことから、真希の誤解を受けてノゾミは困惑する。

#### その他、鉄道に関係する人物
宮崎栄一
浜松市の自宅から新幹線通学で都内の鉄道高校に通う高校生、東海地方の鉄道会社に就職を目指している。可美村みづきの従兄弟で相談相手。みづきが美優の発言から高校の鉄道研究部で一緒だった先輩を彼氏に偽装させて、栄一・美優とダブルデートしたが、彼はみづきの先輩が偽の彼氏であることに気づき、本当の相手が幸介であることを見抜いた。
JR東海に就職、研修では首席の成績で早くも新幹線運転士としてデビュー。
小林美優
宮崎栄一の恋人。地元・浜松市の高校に通っているらしい。みづきのことを「栄一の異性関係の人」と誤解していたが、栄一とはいとこで別に恋愛相手がいることが分かり誤解が解けた。当初はみづきの恋人が幸介であることは、知らなかったが…栄一の話で知り、幸介を含めた4人で逢う事に成った。
栄一と共にJR東海に就職して、新幹線パーサーとなっていた。
寺島刑事
鉄道警察隊に所属する刑事、国鉄の鉄道公安官から現場たたき上げの敏腕刑事で、のぞみのサイフを捕ろうとしたスリを現行犯逮捕したこともある。鉄道公安官時代現金輸送列車の警備で日銀の担当者の今井（君子の父親）と親交をむすぶ。なお、昭和初期に（特別高等警察だった）彼の祖父・源五郎がスパイ・川島芳子を追跡するも鐵蔵（鉄男の曾祖父）の手により逃げられてしまった逸話を鉄男に話している。
健太
足を怪我して入院中に病院横を走る東海道新幹線のドクターイエローを見つけた小学生。他の入院中の子供たちはドクターイエローを信じず嘘つき呼ばわりされ苛められていた。偶然、福祉問題でその病院に立ち寄って一部始終を聞いた真希から相談を受けた仙露が鉄オタの知識で運転予定ダイヤを調べ入院中の子供たちにドクターイエローを見せる。現在・ケガは完治して地元千葉県で「いすみ鉄道を応援する会」のメンバーで運転士を目指している（仙露とは同じ鉄道好きということで、意気投合。のぞみや真希に対しても好印象である、上総中野駅での仙露・のぞみ・真希再訪では千田葉子も同伴した）。
大沢
地質学の大学教授で地下鉄建設などの地質調査の専門家。そのかたわら、自宅に「首都圏地下鉄研究会本部」を設置して仙露たち仲間と地下鉄回送用線の乗車するなど鉄道ファンとしても地下鉄を研究している。33話では木佐神様の正体がナウマンゾウの化石で、祟りは井戸から漏れ出した天然ガスが引火したことによる爆発事故であることを説く。49話の東京メトロと都営地下鉄2つの地下鉄の統一問題・東京地下鉄の株式上場による売却問題では専門家として意見を述べ、80話では廃鉱山周辺にシェールガスの鉱脈が存在する可能性が高いこと示し、ローカル線の外資ファンドの買収が廃鉱山に通じる廃線跡をパイプライン用地として転売するのが目的と分析する。170話では博多駅前道路陥没事故を受けて地下インフラの補修の検討委員会の委員に就任する。このような知識から、公私にわたる仙露のブレーンとなっていく。
立川
プロ野球球団のトレーニングコーチで『事業用車両』や『保線機器』を専門の鉄道マニア。仙露が車両基地のフェンス越しに貨物を撮影しているときに知り合う。その後、仙露の「関東の鉄道会社をスポンサーにした独立リーグ設立を提言」でアドバイスをする。父親が保線作業員だったので保線現場での専門用語に精通していて、保線作業員の格好をした無法撮り鉄を会話で見破り通報したことがある。エースピッチャーとして高校野球甲子園大会に出場するもプロ野球選手になれず、過去に結婚を考えた彼女と京都駅1番線ホームで待ち合わせる約束をするが京都駅には1番線が無かった。撮り鉄で「撮り鉄マナー向上委員会」の主催。
第121話「実を取る」では、R国の少年少女野球チーム来日しての親善試合では、仙露に乞われて福岡に来て野球チームの子供たちに「今日の君たちの本当の相手は、君たちの国のえらい大人だ。君たちが将来も野球をやりたいのなら、それをしっかり見せてやれ」とアドバイスする。
中村（クリーンスタッフ）
東京駅の新幹線清掃チームの責任者で、受け持ちはJR東海の東海道新幹線側。
仙露は彼女の作業を（当時、与党だった民衆党で国土交通委員だった）真希に見せることで、鉄道システムのソフト面を間接的に提言させて、日本の鉄道システムをオーラル的に輸出促進させようと考えていた。
さらに彼女と親しくなることで、新幹線車両を下から見える控室に入ることが出来るようになり、のぞみを誘って入室した。
船越直治（ふなこし なおじ）
寝台特急はやぶさの元運転士。運転士時代「鬼の船越」と呼ばれ、妻が危篤状態なのに乗務に行き、帰ってきた時にはすでに死亡。それが原因で親子は絶縁状態になり、父親は国鉄が分割民営化時に実直すぎる性格を疎まれJRに残れず退職。
仙露がホーム柵を乗り越える無法撮り鉄を注意する息子（船越直道）を見て「ネットに動画投稿されている無法撮り鉄を大声で注意してる老人」に似ていることに気づき、親子を再会・和解させた。その後、父親は「撮り鉄マナー向上委員会」の主要メンバーになり、「怒りの船越さん」と呼ばれている。現在は首都急の鉄道女子大学の教官として運転技術や心構えを指導をしている。
直治の先輩鉄道員・野口が築地市場の裏方をやっていて、市場問題について彼や仙露に相談したことがある。
船越直道（ふなこし なおみち）
東北新幹線のはやぶさの運転士。寝台特急「はやぶさ」に乗務していた父に憧れ、友人と一緒に九州旅行の際に父の列車に乗車していたこともあった。父と同じくマナーを守らない鉄道ファンを叱る事もある。
母のことがあって父とは絶縁していたが、仙露が仲裁して2人を和解させた。父はそれ以来、しばしば彼の乗務する新幹線「はやぶさ」に乗車することもあるという。仙露とは父を介して親しくなっている（直治の話では直道は仙露より少し年上らしい）。
吉田
高齢者問題NPO法人もみじの会代表、表向きはNPOの代表だが政治家に取り入り情報を手に入れ転売して金にしようとする政治ゴロ。トドロキ自動車が開発中の自動運転車の秘密情報を手に入れようと仙露に対して接近しようとするも、内山に止められる。しかし仙露が幹事の講演で「富山港線をLRT化、富山地方鉄道富山軌道線の延長して環状線化してLRTの導入」を例に出して公共交通網の整備を訴えた、のに対して「架線柱や架空線が景観に悪影響がある」との意見に「SWIMO・Hi-tram などの蓄電池式路面電車がありますよ」とアドバイスする。その時に仙露が鉄オタと気づき、鉄オタ同士と接近しようとする。
澤村津軽鉄道社長
モデルは実在の津軽鉄道の社長・澤田長二郎（さわだ　ちょうにろう）。元商社マンで津軽鉄道の活性化策としてデュアル・モード・ビークルの導入したいとの夢を描いている。「津軽鉄道を応援する会」の青野森男を仙露に紹介する。
シン・カーンセン
R国交通大臣。仙露がオーリー率いるR国スポーツ少年団を新幹線に乗せて上げたことを、「東アジア女性会議」で会談したのぞみと夫人を通じて知り、仙露とノゾミ（および自国スポーツ少年団）をホームパーティーに招待した。
元エンジニアで、自国に環境的に近しい日本の新幹線を導入したいと思っているが、政変が激しい国なので凍結されない方法はないかと（仙露に）相談、日本で行った手段（世界銀行からの融資を受けて新幹線導入を国際公約とする）をアイデアの一つとして助言された。のぞみも知人を通じて借款の方法を授けている。
織田姫子（おだ ひめこ）
仙露、ノゾミ、青野、道子、荒木が木古内駅で出会った女性。廃線区間である江差方面へ向かいたいという彼女を手助けした。
17年前の江差方面に乗車したとき、幻の駅・天ノ川駅を通りかかったところ亡き恋人・星蔵の面影を見たという。
仙露たちが調べたところ、星蔵の甥であることが判明した。
彦野星蔵（ひこの ほしぞう）
青函トンネル建設工事に従事していた男性。姫子の元恋人。
彼が死ぬ50年後、姫子が津軽海峡を渡って彼の墓がある江差まで供養に行くところ、仙露たちと出会った。
姫子が天ノ川駅で見た彼の面影は甥で、青野・道子たちの在籍する「青函経済連絡会」のメンバー。
大沼七飯（おおぬま ななえ）
道子の後輩で、函館市電に勤務している。
彼女は、箱館ハイカラ號の車掌を務めているが、彼女の曽祖父は同じ市電で運転手をしていて、彼女は鉄男を見て似ていると思った男（鉄男の曽祖父・鉄蔵）とかの人（アナスタシア・ニコラエヴナ）がお忍びで（軍の要請で一両貸出の電車に）乗車した時の写真を見せて（軍からの命令で曾祖父は口外できなかったことから）訊く。
鉄男はかの人についてはそっとしておきたいと思い、答えなかった。それに感づいた道子も秘匿性があるよほどの事情があるとして彼女に口外無用と忠告した。
鈴木祐子
鉄男の高校時代の同窓生、鉄子で鉄男を部長に「鉄道研究会」の立ち上げようとするが、鉄男が断ったため瓦解。大学で教員資格を取り母校「轟高校」の教師となり「鉄道研究会」の立ち上げ顧問となる。3年前に結婚し、妊娠中（夫も鈴木姓なので姓は変わらず）。
仙露鉄男に「キッチン轟」のことと、狛犬スペース（ドア両脇のスペース）のベビーカー問題を相談した。その際、トドロキ自動車への訪問をするために一緒にやって来た勝のことを紹介した。
比嘉
沖縄県庁職員。沖縄の鉄道ファンとして、県内の鉄道計画に携わっている。
沖縄本土復帰時、北九州の国鉄職員にホームステイ招待された子供たちの一人。その時に見た列車がきっかけで鉄道好きになった。
鉄男、ノゾミとともに鹿児島の鉄道を視察している。
大隅
節夫と同期の運転士。JR貨物に転籍して、節夫にも声をかけたが、節夫と伊集院に断られた。
梵初子（そよぎ はつこ）
鉄男、望が広島視察の折、彼女が熱中症で倒れたところを救助して入院させた。「梵」は旧姓で、結婚後の姓は不明。
最近は認知症で、初恋の人の昔話を回想することが多いのだが、実は広島電鉄家政女学校の生徒で、銃後の予備として鉄道員になり系列の電車を運転した事もある。運転士だったころの名札を初恋の人に譲渡し、彼が戦死して返されたためお守りにしている。
鉄男が政治家だと知り、広島での戦災に対する恨みから激高した。だが、鉄男は彼女の思いを真摯に受けた。
文平（ぶんぺい）
初子の初恋相手。海軍特別年少兵に志願して水兵となる。上陸許可で初子と再会し、チンピラ男子学生に絡まれるが、瀬野八の急こう配を利用して客車から脱出、事なきを得た。その後、戦艦大和に乗務して戦死する。
初子を「初ちゃん」と呼び、「文平」と呼ばれる。
島広司（しま ひろし）
仙露の大学時代の鉄道マニア仲間。2人とも奥多摩産業大学の鉄道研究会に入部していた。広島出身ということで、仙露が広島訪問の折に再会することにしたが、仙露曰く「（鉄道原理主義で筋を通したいマニアで）面倒くさい」と評されている。ノゾミに言わせれば『五十歩百歩』にしか思えない。
強面で訛りの強い広島弁でしゃべるので、誤解されやすいが実は警察官。しかも、下戸である。彼の亡父がもともと実直な警察官で日陰の存在だったことから、それに反発してサラリーマンになるが、父の死後、一念発起して警察官となる。仙露から初子の話を聞いて、同情した。
仙露、ノゾミを誘って野球観戦に来た折、合流した里子に一目ぼれ。望は彼と里子をくっつけることを画策。もともと、里子と同じカープ党であり、かつてのライバルであった国鉄スワローズを運営していた国鉄が山陽新幹線が当初岡山までしか延伸しなかったのを怨念に思っていたが、仙露に宥められた。
スーツ
日本一登録数が多い、鉄道系You Tuber。仙露とフジちゃんの鉄道系コラボ（ネット動画）を見て、「政治家で鉄道ネタに詳しい人」と興味を持ち、「鉄道対決企画」を持ち込んで、仙露の事務所を訪問（この企画はノゾミが助手として撮影、彼のネット動画で配信される）。彼は仙露を「にわか鉄道ファン」と思っていたが、対談をしている内に仙露の脳内アクセルが加速して「鉄道オタク」と気づく。
白石景虎（しらいし かげとら）
会津若松市・日新高等学校鉄道研究部長。会津藩の伝統を受け継いだ武士道教育を受けていることから、白虎隊の生まれ変わりのような高校生である。彼は白虎隊や井上勝など尊敬できる人物の銅像に対して必ず一礼を行う。彼らは廃線となった「会津森林鉄道」の研究をしているが、利権目的で買収しようとする人がいるので困っていると仙露に相談。かなり涙もろいところは、青野に似ている。
日新高校卒業後はJR貨物東北支社に入社。ノゾミが「新幹線とかじゃなくて貨物なんだ？」と聞くと、彼は祖父、父が貨物列車の運転士をしていて、父は東日本大震災で現場に駆け付け、率先してディーゼル機関車で石油を被災地へ運ぶことを提案して任務に就き、賛同した3人も同じく緊急列車を運転。JR東からの応援車のフォローで無事に運ぶ事が出来たのを知り、なおさら貨物列車の運転士を志したという。
柴田明男（しばた あきお）
鉄道運輸機構（JRTT）・鉄道助成部に勤務する職員。真希のスタッフが仙露の発言を誤解して「女性差別」と真希に訴えたことから、仙露は誤解を解くために、彼や真希、真希のスタッフを集めて会談した。柴田と仙露の話で誤解を解く事が出来た。
北野亜麻（きたの あま）
岩手県を中心に活動しているアイドルで、地元の観光大使もしている、岩手県出身。高校時代、サークル活動で北限の海女をしていたのがマスコミに注目され、東京の芸能事務所にスカウトされる。国土交通省の復興支援ポスターモデルになったのがきっかけで、国土交通省が仲介して仙露とのアポを実現させた。話題のアイドルに会えると仙露は歓喜、彼女も省庁幹部に会えるのは利益になると思っていたが、お互いの鉄道知識で衝突する。実は国鉄時代の三陸線鉄道員（三セク化前）であった祖父（2019年死去）の衣鉢を受け継ぐべく、三陸鉄道を存続させるためにアイドルを志したという。
エキレール
民主党系のアメリカ大使。仙露と鉄道案件で会合時、「幼少期のころ、父親が軍人（空軍将校）で日本の三沢基地近くに住んでいた時、電車が割れて、その近くで角の生えた化け物を見たことがある」と話すが、父はそのころの話をしたがらない。仙露はマクレーンに頼んで彼父の事を調べてもらい、彼とノゾミを連れて花巻市に行き、「花巻を走った馬面電車が2両並んでいるところと新花巻駅の鹿踊ですね。花巻に来たのは極秘任務だからでしょう」と説明。さらに「東京の地下鉄で、新橋（の現役ホーム近く）に別のホームが見えた」と話すと、「新橋を境に別会社で運営していましたが、直通してそのホームは用済みになったのです」と説明、実は鉄道好きであることを仙露、ノゾミにうすうす感づかれてはいるが、彼自身は認めていない。彼と仙露が会っていることを知った川根は「彼は地下通路の案件で仙露に近づいたのでは」と疑念。
エキレールはさらに「アメリカと違って、日本は長い鉄道トンネルがあってうらやましい」という。
イーゴリ・レフチェンコ
ウクライナ国鉄の鉄道技師。西九州新幹線（本作では長崎新幹線）視察で長崎入りした折に富子と出会う。ウクライナはロシアンゲージを採用しているため、ヨーロッパ諸国で多く導入している標準軌との直通を目指して、長崎で採用を検討しているフリーゲージトレインの研修も目的にしていた（本音は標準軌に改めて、ロシアとの鉄道の関係も断絶したいという）。帰国後、ロシアによる侵略に伴う鉄道施設破損の補修を行っている。富子は仙露、ノゾミを島原鉄道に案内するが、彼と以前訪問したことがあるという。しかも、平和のハンカチのエピソードからノゾミは富子の異性相手と気づく。
大場
戦時中、ハマが唯一組んだ機関助士。ハマが復員兵の復職を機会に引退する終戦まで、一緒に運転をしていた。
真希の主宰する「令和の今　戦争を語り継ぐ　戦争と女性」のシンポジウムに見学に訪問した際、講師として参加していた君子（ハマの孫娘）と初めて出会い、君子、真希、仙露、ノゾミにハマと一緒に蒸気機関車を運転していたことを話した（君子を初めて見たとき、ハマと間違えた）。
リッキー・ドーゼン
エキレールの親友。名前が似ているスターレスラー「力道山」の眠る池上本門寺を訪問。その際、池上駅の鳥居についてエキレールに話していた。
仙露、のぞみと明治の話をした際に「鳥居」のことで、半年ぐらい前に死んだ彼を思い出した。
江上英樹
仙露が木次線乗車時に立ち寄ったジオラマ展示会を主催していて、その時は初対面。その後仙露が議員として公共交通の説明会で再開する。
漫画雑誌の編集者で、鉄道漫画もてがけたが…スイッチバック好きが高じて、木次線を憂いて沿線に移住。
出版社を退職後、小さな会社を経営している。
蓮見そよ子
遠州鉄道の車掌であったが、ストーカーに悩み寿退職する形で故郷に帰り、縁談結婚。
彼女の孫息子が議連職員で、祖母が降りたとされる「変な駅」について仙露に相談。
浜名
遠州鉄道の運転士で、そよ子の同僚であった。
そよ子の悩みを聞いた彼は、父と相談して、浜名の運転する回送電車で父の家に送り、無事にそよこの親せき宅へ送り届けた。
彼の父は、押しかけてきたストーカーを返り討ちにした。

### メディア関係者
藤原
大日本新聞・社会部記者。遅刻魔らしく、初めて仙露を取材したときも遅れてしまうが、当たり前のように取材を進めてしまい、のぞみは不快感を募らせた。
君子の師匠・山本がかつて教鞭をとっていた鉄道高校で仙露・ノゾミ同伴で朝礼をするというので、同行取材することになった。その日は台風だったので、彼は当然遅刻してしまうが、生徒たちが「台風でも時間厳守」して集合しているのに驚き、さらに山本が生徒たちに訓示しているのを聞いた彼は「時間管理の欠如」を思い知り、反省する。
児玉ひかり
ノゾミの母、アメリカで名うてのジャーナリストとして、マクレーンや織自成などに知られている。
元々、日本で活動をしていたが、日本の保守的な政治に嫌気がさして拠点をアメリカに移したと、ノゾミが証言している。
ノゾミにとってブレインでもあり、仙露はのぞみを介して彼女から助言を受けることもある。
ノゾミがアメリカにいたころ、クルーズ旅行でパナマにも寄港した。仙露はその時に撮影された写真にあった鉄道物件に興味を持ったようで、ノゾミに「お兄ちゃんにとってはタックスヘーブン（租税回避地）ではなく、レールヘブン（鉄道天国）だ」とアメリカンジョークで突っ込まれた。
週刊ブラックの記者
三流週刊誌の記事ライター。某女性の投稿をうのみにして「スクープ」と張り切り、静岡に帰っていた佐藤を「ストーカー」扱いして追及する。
その場にいた仙露とノゾミが「佐藤のアリバイ」を立証。特ダネをつぶされた彼は悔し紛れに仙露を殴ろうとするが、ノゾミと佐藤に止められ、退散する。
望月
静岡の地方新聞（だがブロック紙並みの発行部数を抱える）「中部新聞」の記者。伊東によれば、スクープ狙いの意識が強いという。
黒田に言われてお国替えをした仙露に興味を持ち、インタビューをする。
仙露が「鉄道物件の視察」が目的であることを思わず、世界遺産に目をつけたのではないかと勘違いをした。だが、ノゾミ曰く「世界遺産の方が注目されるからそれでいいじゃない」とあっさり受け入れた。
青森新聞の記者
2人組で仙露を初取材したとき、道路族議員なのに「車を使わないコンパクトシティ構想」を論絶したのに驚愕した。
記事にしたところ、大反響が出て再び仙露を取材する。青森ヒバの話を仙露から聞いた青野が勝手に感動して、それを見た彼らは「いい話だ」と感激、それを読んだ中村と同行した青森の国交省役人も仙露を絶賛した。
津島
毎朝新聞の記者。西崎の「カラ出張疑惑」取材のため、仙露に接近。特例を説明してアリバイが崩れた西崎は恥をかく。
西崎が仙露への報復するために証人として同席されたが、仙露が「18きっぷ」を使った旅行を説明し、逆に「政治家の鑑」と感心した。
松永
毎朝新聞の記者。172話「東京市場駅」で築地市場の豊洲移転問題の調査で築地市場で偶然、仙露が分厚い封筒を受け取るところを見つけて「市場移転に関しての裏取引」と勘繰る。仙露は築地市場の専用貨物鉄道を教えてもらっていただけで封筒の中身は昔の鉄道写真であり、「鉄道マニアです」と言っても信じず、政治駅と言われた岐阜羽島駅でリニア新幹線の三重県下の駅設置問題を取材してスクープを狙うが空振りに終わる。「単線で四国に新幹線を通そう」という仙露の計画に山形まで直撃取材に行くが、これまた空振りに終わってしまう。181話では彼の上司が、仙露と鉄道女子学園、君子との繋がりを指摘して彼を送り出し、彼自身も大スクープになると喜び勇んで行くが、仙露と君子、共通の友人である真希に「貴方の言う不純な関係はない、そんなことで取材するのは失礼である」と一喝され、消沈する。
仙露との接触が多いため、彼の上司が仙露の取材をよく指名するが、本人は前出の理由であまり乗り気ではない。なかなか尻尾をつかめない仙露を面白くない奴と思いつつも、無欲で出しゃばらないところは認めている。
それでもあきらめきれず松永に仙露を取材させたい彼の上司が海外の大手通信社から助っ人を呼び、細川俊彦と仙露を取材した。
メアリー・ハミルトン
海外の大手通信社の記者。長く日本支局で勤務している。毎朝新聞の松永と、憲政党黒田派の若手ホープを代表して細川と仙露を取材しモルトケの法則に沿って2人を評価した。仙露が利権ではなく鉄道利用者による便宜のために政策目的の視察、企画参入をしていることに感心している。だが、改めて松永と「高輪ゲートウェイ駅」の取材をしたところ、彼には逆に野心が無さすぎると呆然とした。
仙露、ノゾミ、松永と訪問した高千穂あまてらす鉄道では、仙露の変化球な発言に感心している。
森田
毎朝新聞の記者で松永の同僚。眼鏡をかけている。スクープ狙いに上役に尻を叩かれて仙露を尾行するが、松永とメアリーは「いやな予感がする」と憂う。案の定、しくじってしまう。
カミラ・アリス・ギルバート
アメリカの某通信社社員。東日本大震災復興状況の取材を口実に来日、仙露にインタビューするが、仙露のもっていたSL銀河のパンフレットが気に成り、実はSL銀河の走るJR釜石線のSL（彼女自身はSL銀河と思われた）に父ギルバートと、友人勝俣が乗車している写真を見せ、仙露に勝俣に会いたいとリクエスト、仙露が党岩手県連に問い合わせたところ、例の大震災で死亡したとのこと（しかも勝俣死去の年にSL銀河がデビューしたので、2人が乗車したのは前身「SL銀河ドリーム号」と判明）。彼女はSLの走る花巻に行きたいといい、仙露・のぞみと花巻へ。
ハイド・ローゲン
ノゾミの幼馴染。いじめられっ子（泣き虫ハイド）でよくノゾミに助けてもらっていた、それ以来…ノゾミに惚れているらしい。親戚の用紙となり「ローゲン家」の後継者になり、ネット系通信社の社長となる（ノゾミの話では最近、急成長しているらしい）。ヒカリと仕事するようになり、ノゾミが日本で議員秘書をしていることを知る。脱酸素国際会議について取材したいと仙露に会うが、電力行政に疎い仙露に対して失望。ノゾミに対して「彼の秘書なんかさっさとやめて、うちにくるべき」という。ノゾミは「水素のことならこたえられるかも」と彼にもう一度、仙露に話すべきであるという。渋々ながら聞くと、南武線・武蔵溝ノ口駅と沿線の中原にある車両センターを一緒に視察させ、水素エネルギーの現場であると話したので、感心する。だが、仙露とノゾミの関係を知らないので勝手に恋敵だと思っている。そのため、「ミスター・センロも一緒にうちにこないか」と誘うが、二人とも断った。さらにノゾミが仙露に世話を焼いているのを見て、やはり嫉妬していた。
近江舞子（おうみ まいこ）
毎朝新聞大津支局に勤務する新聞記者。仙露・陳華龍が接触したことを知り、仙露を「テセウスの船」と「BBC」に関連する取材がしたいと、東京本社に応援の人を頼んだ。（仙露を避けたい）松永がしり込みしたのでメアリーがフォロー役としてかけつけた。だが、彼女が期待していた政治がらみ（憲法9条、半導体など）ではなく、近江鉄道・信楽高原鉄道、びわ湖京阪奈線（未成線）の話題やびわ湖放送の略称（英国放送協会ではない）と知り、メアリーと一緒に落胆する。
宇賀神、高実子（うがじん、たかじっこ）
仙露、ノゾミが宇都宮ライトレールを視察したときに面会したとちぎ日報の記者。
ノゾミ曰く、某地元漫才コンビの突っ込みとボケに似ているという。
「栃木のアピールポイントって何？」と悩む宇賀神に高実子は「いっぱいあるべ」と反論、仙露は「駅弁発祥の地ですし、栃木県にはほかにもセールスポイントはあります」と宥める。ノゾミは「鉄道マニアにとっての聖地でしょ」と突っ込む。

## 関連団体

### 高齢者孤立問題対策議員連盟（高齢者議連）
民衆党・広成真希が発足させた「社会孤立老人」について考え、研究する勉強会。
真希が仙露を「下心が無く、独特の考えを持っている有能な政治家」とみなし、彼を入れたら面白くなると思い入会させた。
当初、仙露は「党が違うから」という理由（本当は政治活動よりも鉄道趣味の時間を確保させたい）で躊躇するが、ノゾミの圧力で渋々入会した。
さらに、仙露の所属する憲政党、真希の民衆党が（元憲政党）郵政族の長谷川郵吉を取り込もうとして、仙露と真希に各々工作をさせる。
その上で真希は長谷川に高齢者議連へ誘う。一方、仙露は地下通路（東京郵便地下鉄廃線跡）に再訪問したいという郵便局員だった長谷川の父を考慮、車椅子利用者（である長谷川父）と同伴者（長谷川）なら通ることが可能であることを説明、長谷川親子の地下通路訪問が実現した。結局、長谷川はどちらの党にも入党せず、議連に入会した。
長谷川が真希、仙露の議連に入会していることを知った老齢党党首・大橋久豊（元憲政党）も興味を持ち、入会した。
この議連が仙露が出向した静岡選挙区の駿、遠子、佐藤を取り込むことになった。千田はこの議連と接触したいと思っているが、真希に拒否されている（細川も真希、仙露がこっそり躍動している議連が気になるらしい）。

### 広成会
広成真希が創部した女子会。こちらは議連とは違い極私的社会人サークルとなっている。
真希がいとこで秘書の由希、友人の今井君子、仙露の秘書・ノゾミを誘って創部した。
ノゾミが入部する条件として仙露も入部させたいということで、唯一かつ最初の男性部員として仙露も入部した。
これまでのところ、寝台特急サンライズ出雲で出雲大社参り、山登りだけである（良縁祈願ツアーとして出雲に行くが、第33巻「島根編」の時点で、メンバー全員独身）。
仙露が政務官就任（第13巻）以降、活動休止中（同時に由希の出番もほとんど無い）。
第12巻・第107話「富士の重み」では、この女子会とは関係なく真希、仙露、ノゾミが駿、遠子とともに富士登山をしている。また、第10巻・第90話「鉄男の旅」では仙露、ノゾミ、由希と焼肉パーティーをしたことがある。
第38巻では、政治女子会として、真希の主催でノゾミ、遠子、千田と行っている。各事務所の持ち回りで会場としている。

### 鉄道学校
仙露の間接的鉄道仲間・可美村みづきのいとこ・宮崎栄一が遠距離通学していた池袋の鉄道高校（モデルは昭和鉄道高等学校）および仙露が提案、今井君子の勤務する首都急行電鉄が創立した鉄道女子短大と、系列の鉄道女子高校。
池袋の鉄道高校は、その後1回登場している（こちらにみづきの相手・幸介が入学したらしい）。
首都急系列の鉄道女子高校・短大は首都急沿線にあった「黒薔薇女子大学」の跡地に開業。一旦、女子社員研修所という形をとった後、鉄道女子高校・短大に変更された。当初、仙露は鉄道女子高校のみを提案したが、みづきが「系列の短大ができたら入りたい」というので、急遽、系列の短大を追加。みづきは同短大に入学、君子と彼女の師匠・山本はそこで講師も務めている。梵初子の通っていた広島電鉄家政女学校（廃校）も該当する。

### ハゲタカファンド
南郷勝の経営する鹿原鉄道、今井君子の勤務する首都急行鉄道、仙露と真希が関わった広沢鉄道、仙露の知人・坂本𪚥馬の経営するIT企業・海南隊、そして仙露が新幹線輸出で関わることになるテキサス新幹線を狙っていた、会社を食い物にする投資ファンドの一群。
鹿原鉄道は南郷勝・香・仙露のタッグにより救済された。
首都急行電鉄はマクレーンの勧めで、仙露が沿線に眠る付加価値を後進国に輸入することを提案。織自成を仲介役として工作、株価が高騰したので買収を免れた。
広沢鉄道は出資者・幹部である沿線地元自治体に危機感が無いので、仙露・大沢・真希が独自にファンドが狙う付加価値を調査、仙露のボス・黒田の一声で経営会社はファンドによる買収を拒否した。
坂本の運営する会社、海南隊は仙露が南郷を紹介して、仙露や南郷のフォローによって救済された。
テキサス新幹線への出資で主導権を握りたい（悪名高い）某ファンドは、一員であるローレンが友人であるのぞみを仲介にして、それに関わる仙露と接触すべく工作をする。だが、マクレーンとのぞみはローレンがファンドの社員であることを見抜き、介入を阻止した。

### 辺吉・昭和の村
仙露の発案によって、村松文男が祖母と辺吉村で一緒に住みながら食べて行けるようにと思いついたレトロテーマパーク。文男は運営会社の社長で、父が経営する村松建設の子会社にあたる。
パークを舞台とした映画『一丁目の朝焼け』がシリーズ化され、それに伴い入園者も増加した。

## コラボレーション
『テツぼん』では、他の漫画との乗り入れ（コラボレーション）を行っている。
『ビッグコミックオリジナル』2017年17号から、永松の旧作である『ツヨシしっかりしなさい』の主人公・井川強や井川家の家族が、大手弁当チェーンの社長一族として登場している（21，22巻に収録）。
『ビッグコミックオリジナル』2018年13号から、映画『かぞくいろ -RAILWAYS わたしたちの出発-』とのコラボレーション企画で、奥園ファミリーが登場している。
『ビッグコミックオリジナル』2019年15号から16号まで、『看護助手のナナちゃん』の主人公・ナナちゃんが登場している（16号のみナナと徹、おばあちゃんが原作そのままにゲスト出演している、26巻に収録）。27巻は「埼玉編」ということで、表紙・裏表紙のみ「翔んで埼玉」の真夜峰央がカバーを担当。
『ビッグコミックオリジナル』2022年22号において、連載300回を記念して、『釣りバカ日誌』とのコラボレーション企画を実施した。同作の主人公・浜崎伝助（ハマちゃん）と鈴木一之助（スーさん）が本作にゲスト出演している。

## 書誌情報
- 原作：高橋遠州・作画：永松潔 『テツぼん』 小学館〈ビッグコミックススペシャル〉、既刊38巻（2025年6月30日現在）
  1. 2010年2月27日発売、ISBN 978-4-09-183110-1
  2. 2011年2月28日発売、ISBN 978-4-09-183739-4
  3. 2012年1月30日発売、ISBN 978-4-09-184329-6
  4. 2012年7月30日発売、ISBN 978-4-09-184579-5
  5. 2012年12月27日発売、ISBN 978-4-09-184845-1
  6. 2013年7月12日発売、ISBN 978-4-09-185430-8
  7. 2013年8月8日発売、ISBN 978-4-09-185476-6
  8. 2013年11月29日発売、ISBN 978-4-09-185738-5
  9. 2014年3月28日発売、ISBN 978-4-09-186139-9
  10. 2014年6月30日発売、ISBN 978-4-09-186286-0
  11. 2014年11月28日発売、ISBN 978-4-09-186719-3
  12. 2015年4月30日発売、ISBN 978-4-09-187098-8
  13. 2015年8月28日発売、ISBN 978-4-09-187288-3
  14. 2015年10月30日発売、ISBN 978-4-09-187395-8
  15. 2016年2月29日発売、ISBN 978-4-09-187587-7
  16. 2016年6月30日発売、ISBN 978-4-09-187699-7
  17. 2016年10月28日発売、ISBN 978-4-09-189284-3
  18. 2017年3月30日発売、ISBN 978-4-09-189478-6
  19. 2017年7月28日発売、ISBN 978-4-09-189665-0
  20. 2017年11月30日発売、ISBN 978-4-09-189753-4
  21. 2018年4月27日発売、ISBN 978-4-09-860006-9
  22. 2018年10月30日発売、ISBN 978-4-09-860174-5
  23. 2018年11月30日発売、ISBN 978-4-09-860178-3
  24. 2019年6月28日発売、ISBN 978-4-09-860348-0
  25. 2019年11月29日発売、ISBN 978-4-09-860513-2
  26. 2020年4月27日発売、ISBN 978-4-09-860659-7
  27. 2020年9月30日発売、ISBN 978-4-09-860740-2
  28. 2021年2月26日発売、ISBN 978-4-09-861009-9
  29. 2021年7月30日発売、ISBN 978-4-09-861102-7
  30. 2021年12月28日発売、ISBN 978-4-09-861232-1
  31. 2022年5月30日発売、ISBN 978-4-09-861354-0
  32. 2022年11月30日発売、ISBN 978-4-09-861530-8
  33. 2023年4月28日発売、ISBN 978-4-09-861809-5
  34. 2023年10月30日発売、ISBN 978-4-09-862640-3
  35. 2024年3月29日発売、ISBN 978-4-09-862843-8
  36. 2024年9月30日発売、ISBN 978-4-09-863112-4
  37. 2025年3月28日発売、ISBN 978-4-09-863375-3
  38. 2025年6月30日発売、ISBN 978-4-09-863487-3